# Stefan Fink

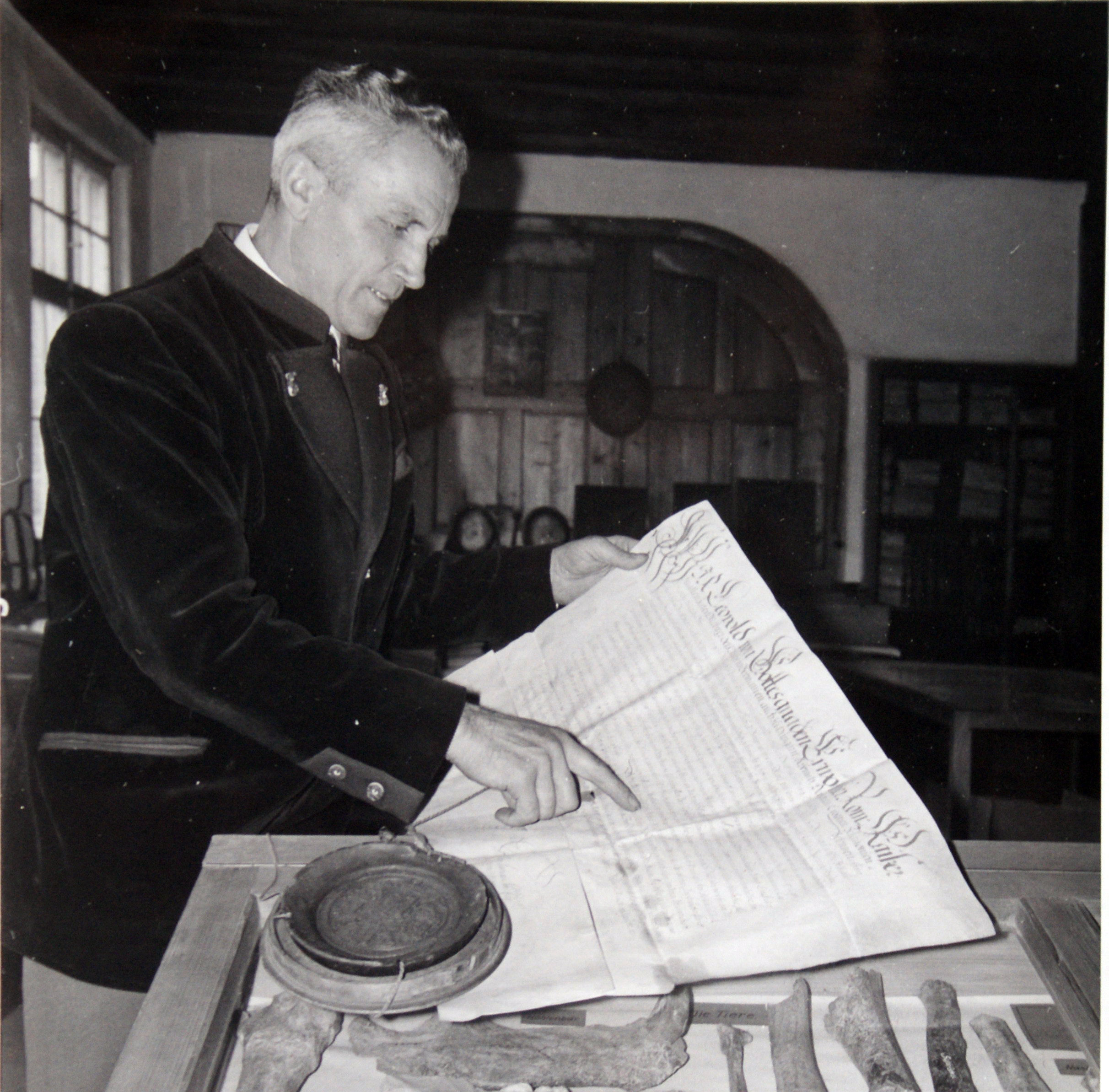
Stefan Fink im Heimatmuseum Veringenstadt mit der Marktgerechtigkeitsurkunde von König Rudolf von Habsburg aus dem Jahre 1285

Stefan Fink (* 2. September 1908 in Veringenstadt; † 12. August 2000 ebenda) war ein deutscher Unternehmer und Kommunalpolitiker. Der gelernte Schreiner und Zimmermann gründete 1936 das Sägewerk Fink und Maschinenbau Fink. Von 1945 bis 1966 war er Bürgermeister von Veringenstadt. Er war Träger des Bundesverdienstkreuzes am Bande und Ehrenbürger der Stadt Veringenstadt. In seinem Leben spiegelt sich ein Jahrhundert deutscher Kommunalgeschichte von der Kaiserzeit bis zur Wiedervereinigung.

## Seine Heimat: Veringenstadt und Hohenzollern – Leben zwischen Kaiser, Fürstenhaus und Republik

Postkarte von Veringenstadt. Herausgegeben vom Kaufhaus Endriß. Die Karte wurde ca. 1910 vom damaligen Lehrer Speidel verschickt.

Stefan Fink war und verstand sich als Hohenzoller. Veringenstadt war Bestandteil der Hohenzollerischen Lande, die 1850 nach dem Thronverzicht der Fürsten von Hohenzollern-Hechingen und Hohenzollern-Sigmaringen an das Königreich Preußen gefallen waren und seither als von Württemberg und Baden territorial eingeschlossener Regierungsbezirk ein Eigen- und Sonderleben unter preußischer Verwaltung führten, das 1873/74 durch die Schaffung des Landeskommunalverbandes mit einem Kommunallandtag und teilweiser Selbstverwaltungsbefugnis eine gesetzliche Basis erhalten hatte.

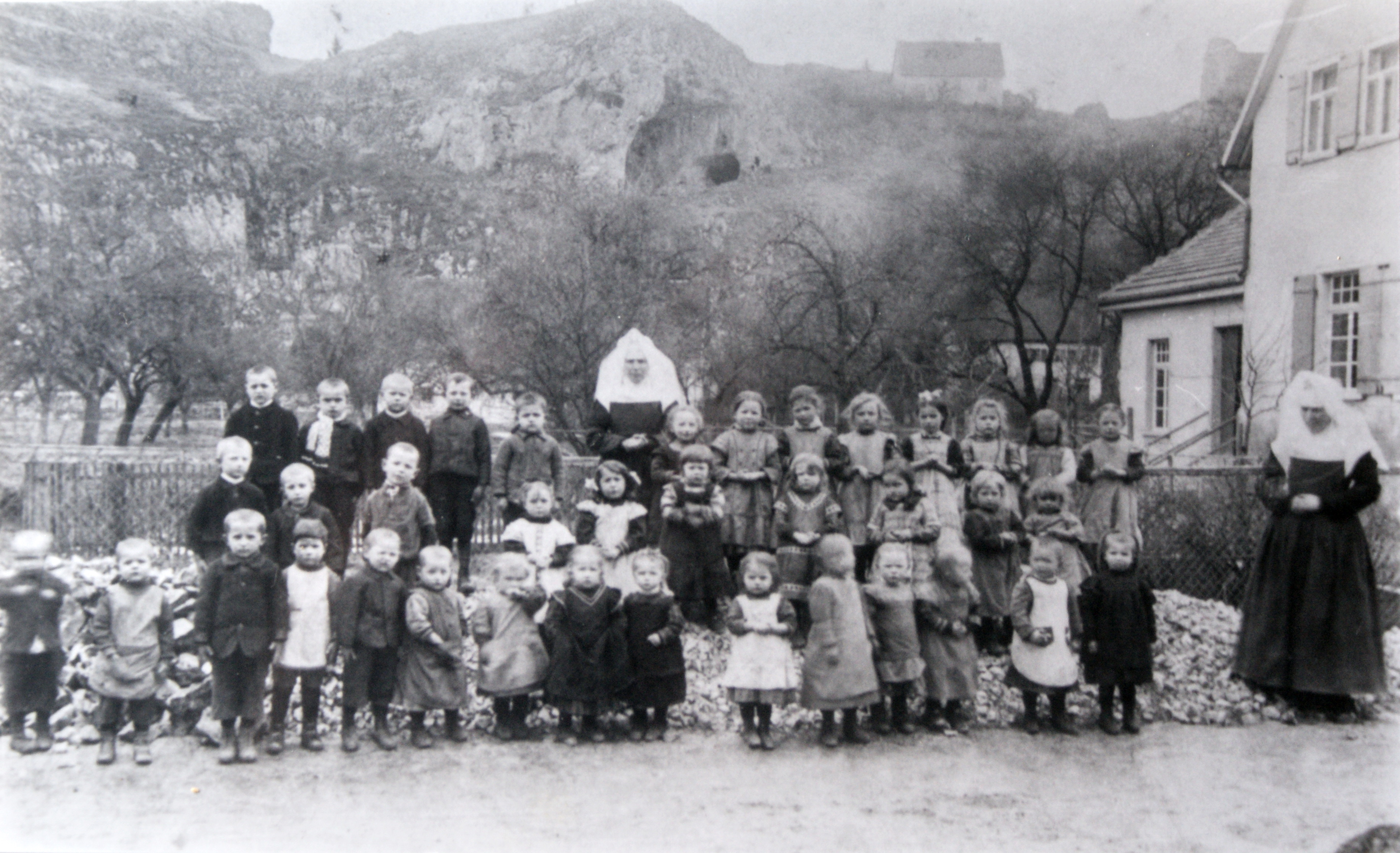
Kindergarten Veringenstadt 1912 in der Außerstadt

Die Menschen in den Hohenzollerischen Landen erblickten im Kaiser und König von Preußen im fernen Berlin den Garanten einer stabilen Ordnung, was sich für den jungen Stefan Fink in dem schon von der Kindergartenschwester im „Kinderschüele“ gelernten und von ihm oft zitierten Lied verdichtete: „Der Kaiser ist ein lieber Mann und wohnet in Berlin, und wär es nicht so weit von hier, so ging´ ich heut´ noch hin.“
Nicht zu unterschätzen ist daneben die identitätsstiftende Bedeutung des Hauses Hohenzollern in der Region. Die Hohenzollern achteten auf Selbstständigkeit und brachten dies auch an einer Wandtafel ihres Landeshauses sinnfällig zum Ausdruck: „Daheim regierten sie sich fröhlich selbst, nach eignem Brauch und eigenem Gesetz.“
Zwar existierten schon lange wirtschaftliche und administrative Beziehungen mit Württemberg und auch starke Bande nach Baden, da das katholische Hohenzollern seit der Auflösung des Bistums Konstanz 1821 zur Erzdiözese Freiburg gehörte. Die Menschen zwischen Hechingen und Sigmaringen fühlten sich jedoch weder als Württemberger noch als Badener, sondern waren stolz darauf, Hohenzollern zu sein.
Die administrative Ordnung der Hohenzollerischen Lande war in der Zeit des Nationalsozialismus teilweise zerschlagen worden. Einen preußischen Regierungspräsidenten gab es in Sigmaringen bis zum Kriegsende 1945. Danach waren die Hohenzollerischen Lande verwaltungsmäßig an den in der französischen Zone gelegenen, im Werden begriffenen Staat Württemberg-Hohenzollern angegliedert worden, da alle Bindungen an Preußen seit Kriegsende gekappt waren und der Staat Preußen 1947 von den Alliierten zerschlagen worden war.

## Die Abstammung der Familie Fink in Veringenstadt
Die Familie Fink ist ein seit Jahrhunderten in Veringenstadt fest verwurzeltes Geschlecht. Als Urahn gilt der im Jahr 1620 geborene Petrus Finckh. Neben Stefan Fink gilt als bekanntester Vertreter dieses Geschlechtes der Lehrer, Schriftsteller und Dichter Anton Fink (1853–1944).
Die Vorfahren von Stefan Fink waren als Landwirte und Fischer oder als Handwerker tätig. Der Vater Gerhard war Landwirt und der letzte Berufsfischer von Veringenstadt auf der Lauchert. 1862 hatte Gerhard Finks Großvater Meinrad Fink (1809–1890) – auch er Landwirt – den Fischwasser-Pachtvertrag unterschrieben, der auf den Sohn Nikolaus Fink (1835–1903), danach auf dessen Sohn Gerhard Fink und anschließend auf dessen Sohn Josef Fink (Bruder des Stefan Fink) überging. Meinrad Fink hatte sich zu diesem Schritt entschlossen, weil die kleine Landwirtschaft allein nicht genügend Erträge abwarf, um die Familie zu ernähren. Besonders die Lauchertforellen, aber auch Hechte und bis zur Überschwemmung des Jahres 1912 die Treuschen genossen auf Grund ihrer vorzüglichen Qualität einen ausgezeichneten, weit über die Region hinausreichenden Ruf und so durfte der Jugendliche Stefan Fink bis nach Ebingen Fische ausliefern.

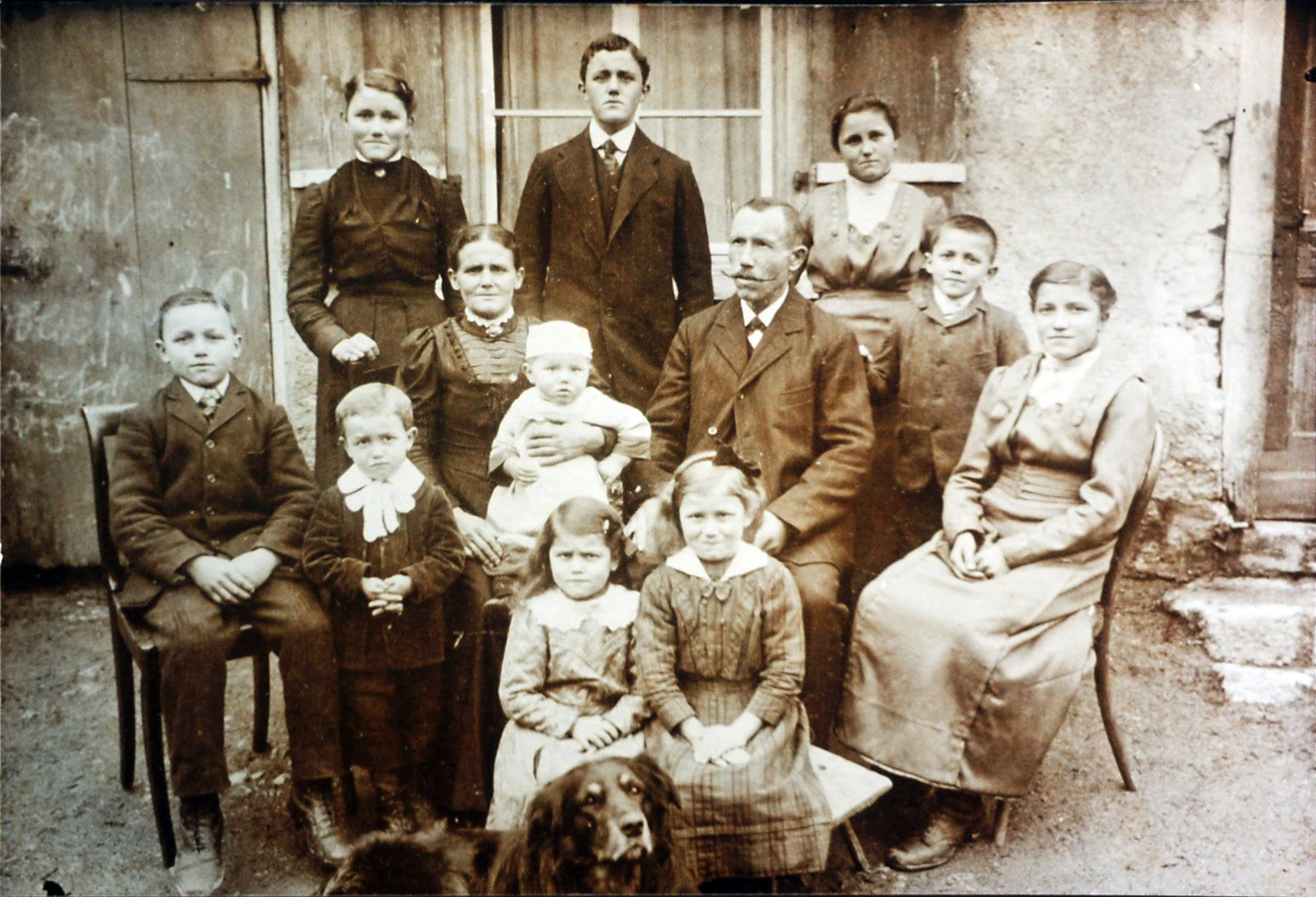
Familie Gerhard und Maria Fink, Veringenstadt, 1914. Hintere Reihe v. li.: Wilhelmina, Johann, Anna Maria; mittlere Reihe v. li.: Wilhelm, Joseph Nikolaus, Maria (geb. Fink), Fridolin, Gerhard, Stefan, Friederika Viktoria; vordere Reihe v. li.: Rosa, Victoria

Die Eltern Gerhard Fink (* 24. September 1868; † 25. Februar 1949) und Maria Fink geb. Fink (* 9. Februar 1873; † 10. Juni 1965) hatten am 31. Januar 1899 geheiratet. Ihrer Ehe entstammten zehn Kinder:
- Johann (* 7. Juli 1900; † 3. Juni 1972)
- Wilhelmina (* 27. Juli 1901; verheiratete Eggstein)
- Anna Maria (* 2. August 1902; † 29. Juli 1995; verheiratete Wern)
- Friederika Viktoria (* 14. Oktober 1903; † 4. Juli 1980; verheiratete Ott)
- Wilhelm (* 30. November 1906; † 1. März 1944 in Riga / Lettland)
- Stefan (* 2. September 1908; † 12. August 2000)
- Victoria (* 19. Dezember 1910; † 14. September 1958; Sr. Mechtundis)
- Rosa (* 15. März 1912; † 2000; verheiratete Schmid)
- Joseph Nikolaus (* 21. Oktober 1913; † 4. Mai 2004)
- Fridolin (* 30. Juli 1916; † 4. September 1947 bei einem Brandunglück in Veringenstadt)

Stefan Fink wuchs in der „Perle des Laucherttales“, wie seine Heimatstadt häufig genannt wird, auf, deren Ortsbild bis heute in besonderer Weise von der Burgruine der Grafen von Veringen, der St. Nikolauskirche und dem ältesten Rathaus von Hohenzollern geprägt ist. Die Verwurzelung mit seinem Heimatort ist eine der wesentlichen Grundfesten der Persönlichkeit Finks, ebenso wie der selbstverständliche Glaube an Gott und die Verankerung in der christlichen Werteskala. Ohne diese Prägungen ist weder der Mensch noch der Bürgermeister und Politiker Stefan Fink und sein Handeln zu verstehen.
Über Reichtümer verfügte die Familie Fink nicht. Der Vater tat, was in seinen Kräften stand, um die große Familie zu ernähren. Die Mutter war zur Sparsamkeit gezwungen, „außer der Reihe“ konnten keine Anschaffungen gemacht werden. Es war ein Erfolg, wenn die Familienangehörigen genug zu essen hatten und im Winter nicht allzu sehr froren. Der älteste Bruder Johann hatte sein Bett auf der Bühne direkt unter den Dachziegeln, sodass im Winter bei windigem Wetter Schnee in sein Bett wehte. Man lebte also in bescheidenen Verhältnissen; jeweils zwei Geschwister mussten sich in den beengten Wohnverhältnissen ein Bett teilen. Die Geschwister kannten nichts anderes und vermissten wohl nichts. Die Eltern schufen – bei aller materiellen Not – für das Aufwachsen ihrer Kinder einen stabilen Rahmen, in dem sich familiärer Zusammenhalt entwickeln konnte und Verlässlichkeit, Pflichteifer, Sparsamkeit und Arbeitsamkeit, vor allem aber Disziplin anerzogen wurden. Diese preußischen Tugenden verschafften Stefan Fink das Rüstzeug für sein Leben und seine umfangreiche öffentliche Tätigkeit.

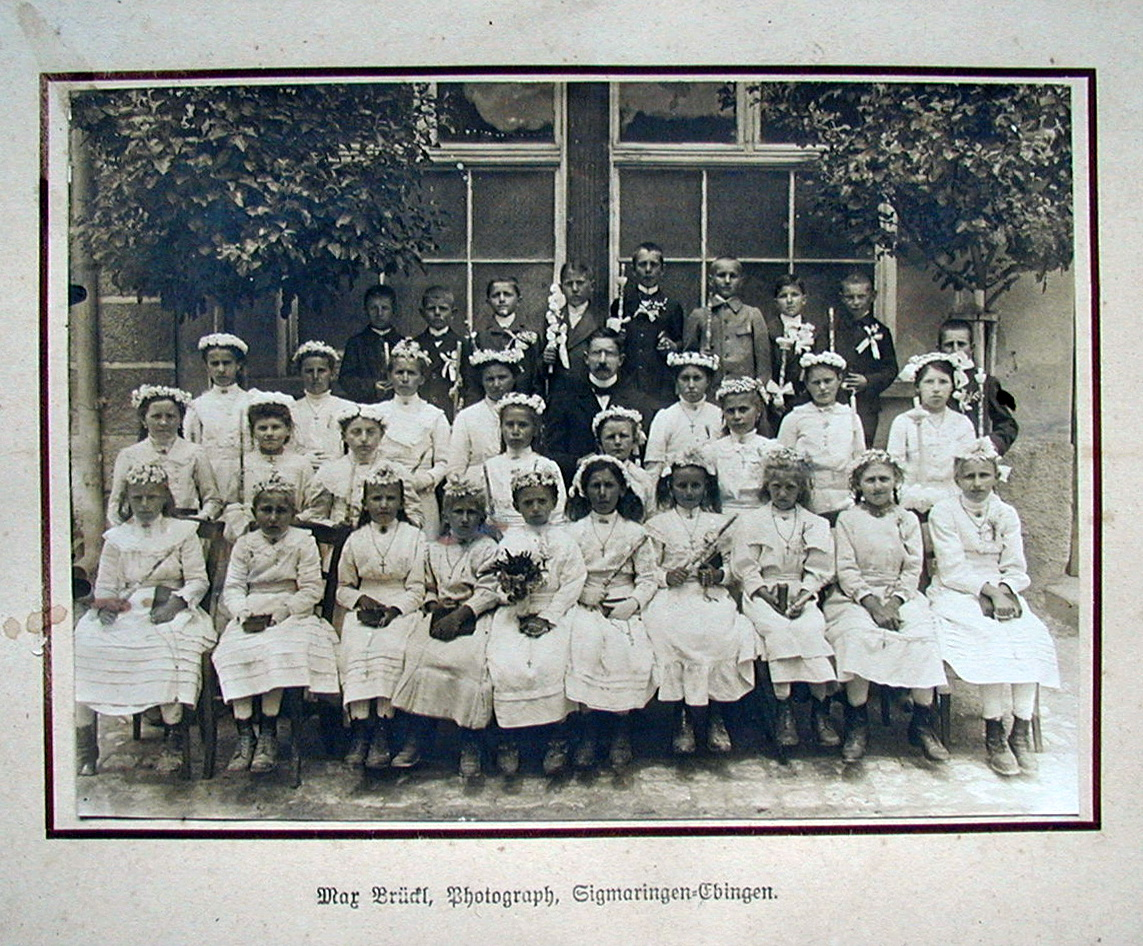
Schulklasse Veringenstadt mit Lehrer Speidel, 1918. Hintere Reihe 3. v. li. der spätere Bürgermeister Stefan Fink

Im katholischen Glauben erzogen, besuchte Fink in Veringenstadt die katholische Volksschule (bzw. „Elementarschule“). Zu dieser Zeit waren zwei Lehrer an ihr tätig, die in drei Klassen etwa 100 Schülerinnen und Schüler unterrichteten. Als im Sommer 1914 der Erste Weltkrieg ausbrach, war Stefan Fink knapp sechs Jahre alt. In dieser Zeit machte er zwei harte und prägende Erfahrungen. Sein Lehrer Hermann Fecker, den er sehr mochte und der bei den Kindern sehr beliebt war, wurde am 1. Juli 1916 durch eine Granate getötet. Das zweite Erlebnis ergab sich, als Stefan Fink als Ministrant bei der Bevölkerung in Veringenstadt Eier für ein Lazarett sammelte. Er kam gerade in dem Moment zur Frau des Ziegeleibesitzers Wilhelm Schmid, als diese erfuhr, dass auch ihr dritter und letzter Sohn Leopold bei einem Giftgasangriff in Ypern gefallen war und sie für sich keinen Lebenssinn mehr sah und völlig resignierte.
Als Fink die Schule verließ, herrschte durch eine Hyperinflation eine äußerst schwierige Zeit. Er wollte eigentlich eine Uhrmacherlehre beginnen. Doch der örtliche Uhrmacher lehnte ab, und das vom Sigmaringer Uhrmacher geforderte Lehrgeld konnte von der Familie nicht aufgebracht werden. So begann er eine Schreinerlehre bei einem Verwandten in Veringenstadt, Schreinermeister Johann Eggstein, der später Schwiegervater seiner ältesten Schwester Wilhelmina wurde. Zugleich besuchte er die Fortbildungsschule und die Gewerbeschule in Sigmaringen. Seine Gesellenprüfung bestand der 17 Jahre alte Stefan Fink 1925 mit gutem Ergebnis – aber sein Meister übernahm ihn nicht in seine Schreinerei.

## Erste berufliche Schritte als Schreiner und Zimmermann

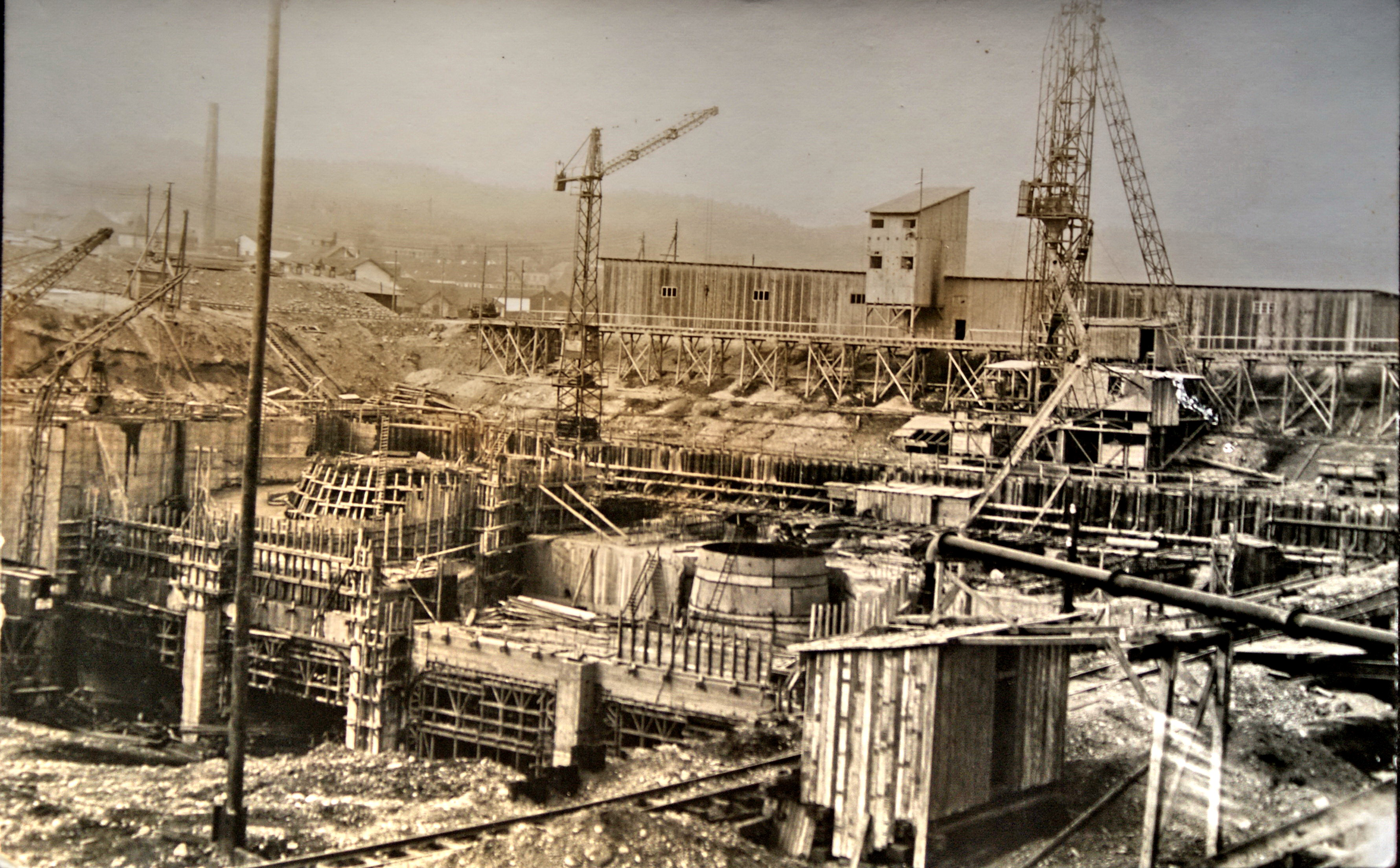
1931 Stefan Fink beim Bau des Wasserkraftwerks Ryburg-Schwörstadt bei Rheinfelden

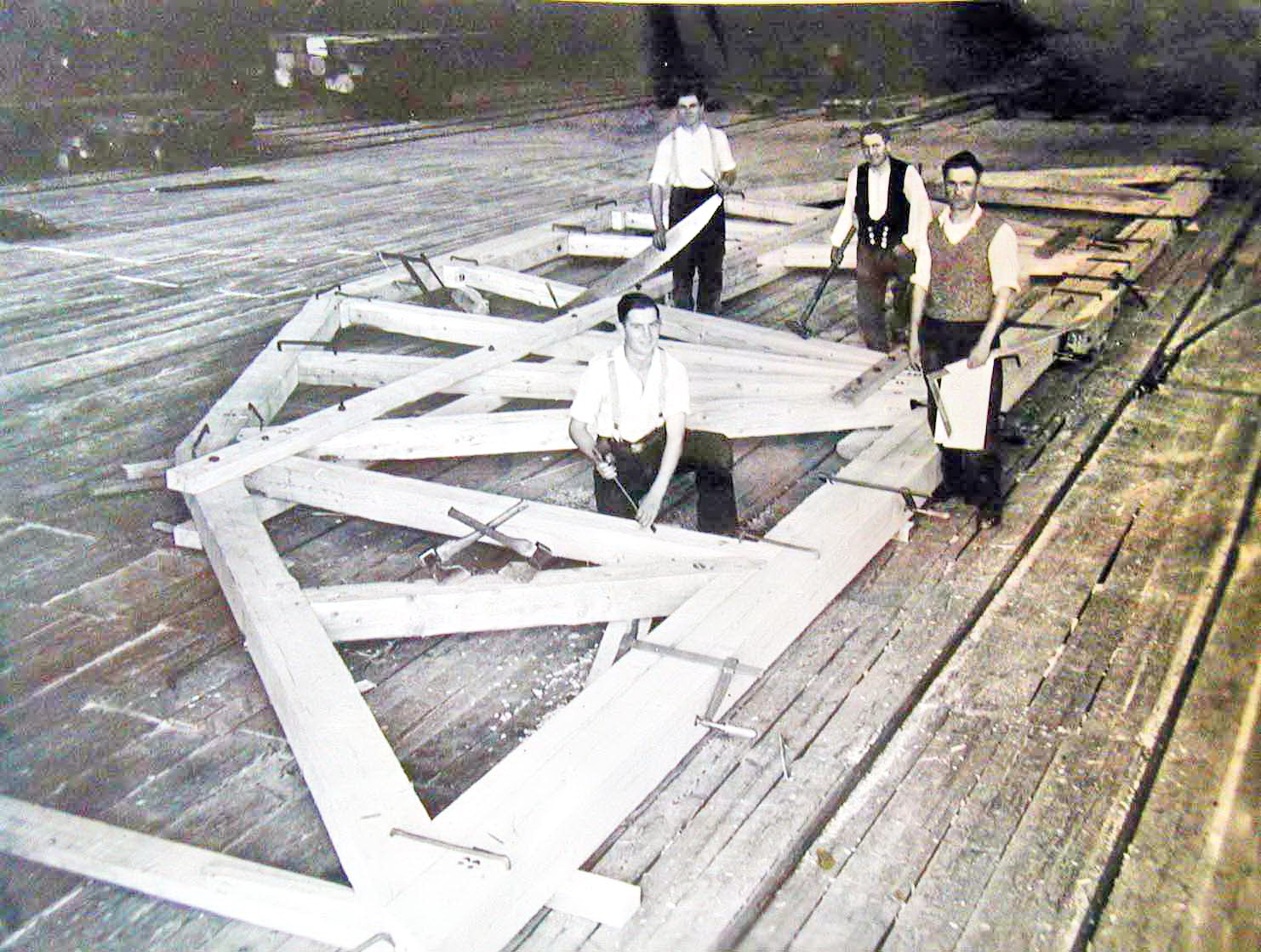
August 1935 Stefan Fink als Zimmermann beim Bau des Autobahnviadukts über das Waschmühltal bei Kaiserslautern

Als junger Mann fand er für kurze Zeit eine Anstellung in einer Bau- und Möbeltischlerei in Neukirch bei Tettnang. Ab 1927 war er bei dem Zimmereigeschäfts von Thomas Kappler in Sigmaringen tätig. Dazu fuhr er täglich mit dem Fahrrad nach Sigmaringen. In dieser Zeit war er mehrere Jahre Oberturnwart im Turnverein. Zu seinen größten Erfolgen zählte ein zweiter Platz beim deutschen Sportfest 1936 in Stuttgart. Gleichzeitig trat er in den Kirchenchor ein, dem er mehr als 60 Jahre aktiv angehörte. 1927 war er auch Gründungsmitglied der Musikkapelle und später zehn Jahre dessen Vorsitzender. Geradezu leitmotivisch spiegeln diese Aktivitäten die Begeisterung Stefan Finks für die Musik und seinen Drang zur Bewegung an der frischen Luft wider, die auch noch für den Hochbetagten kennzeichnend war.
Es war für Fink, der zeitweise auch im Schwarzwald und im Rheinland seinen Beruf ausübte, selbstverständlich, seinen kargen Lohn regelmäßig bei der Familie abzuliefern. Alle mussten zusammenhalten, um das Überleben der Familie zu gewährleisten. Die Zeiten waren schlecht und wurden nach der Weltwirtschaftskrise nach 1929 nicht besser. Veringenstadt litt unter einem eklatanten Einwohnerschwund, der die Einwohnerzahl bis 1938 auf einen Tiefstand von 527 herunterführte – gegenüber 782 Einwohnern um 1800. Die Hilflosigkeit der Politik, die zahlreichen Probleme in den Griff zu bekommen, bereitete den Boden für den politischen Erfolg der Nationalsozialisten, die auch in den Hohenzollerischen Landen an Boden gewannen.

## Der Unternehmer – Zwischen Frieden und Krieg

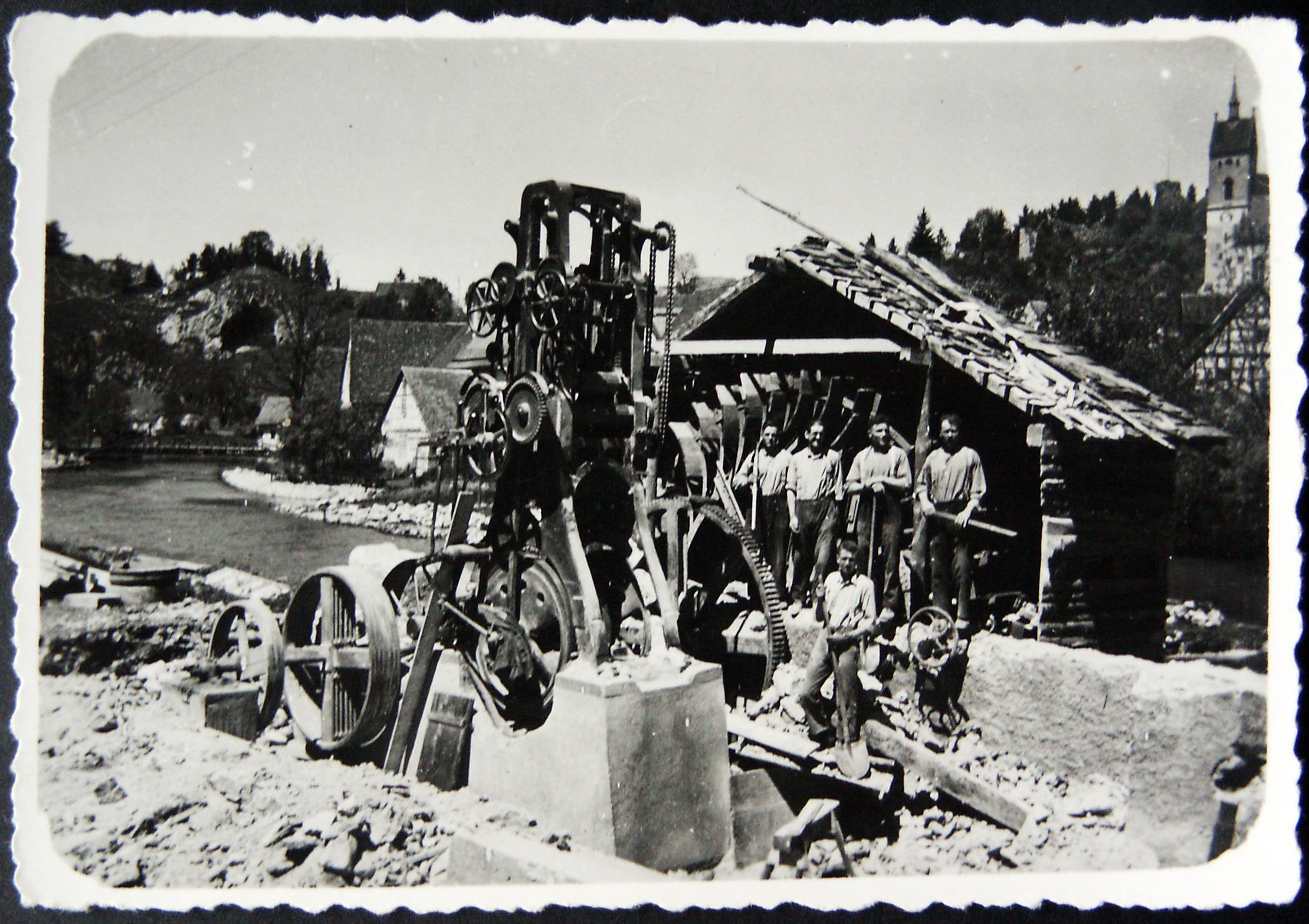
1. Oktober 1937 Veringenstadt. Sägewerk Fink an der Lohmühle. Inbetriebnahme des Sägegatters. 2. v.re.: Stefan Fink

Ein wichtiges Datum in der Vita von Stefan Fink ist der 1. Oktober 1937. An diesem Tag begann er als selbständiger Unternehmer. Mit Hilfe einer Bürgschaft seines ältesten Bruders Johann erwarb er ein vor 30 Jahren stillgelegtes und völlig verfallenes Gebäude an der Lohmühle (früher Lohmühle, Gipsmühle, Öle und Walke) und baute es zu einem ertragreichen Unternehmen auf. Das Sägegatter sollte mit Wasserkraft betrieben werden, aber nach dem Aufbau kam die große Enttäuschung: die Wasserkraft reichte für den Betrieb nicht aus und er sah sich gezwungen, einen völlig überteuerten Motor zu kaufen.
Zu Beginn des Zweiten Weltkriegs absolvierte Stefan Fink in der Wehrmacht die Grundausbildung in Donaueschingen. Während dieser Zeit betrieb seine Schwester Rosa das Sägewerk. Da fünf Brüder der Familie in der Wehrmacht eingezogen waren, wurde Stefan freigestellt. Dadurch war er im Krieg nicht aktiv kämpfend tätig. Dies war wiederum die Grundlage dafür, dass er nach dem Krieg als Bürgermeister eingesetzt wurde.

## Gründung einer Familie

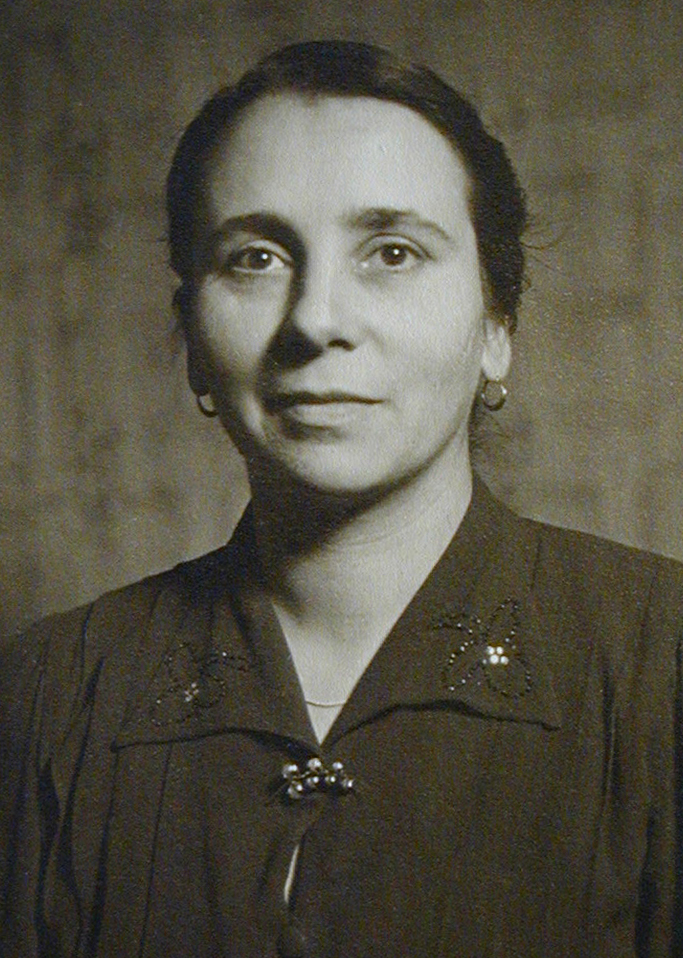
1946 heiraten Stefan Fink und Ida Ott aus Inneringen.

Am 26. November 1946 heiratete er Ida Ott (* 5. September 1920 in Inneringen; † 30. Mai 2007 in Immenstaad am Bodensee), Tochter des Johann Georg Ott (* 24. Februar 1892 in Inneringen; † 26. Juli 1971 Inneringen; Landwirt und nach 1945 zeitweilig kommissarischer Bürgermeister in Inneringen) und der Juliana Ott, geb. Ott (* 15. Februar 1894; † 4. Dezember 1979 Inneringen). Die Zeiten direkt nach dem Krieg waren sehr schlecht. Zur Hochzeit konnten keine Glocken läuten, da diese während des Krieges abgeliefert werden mussten, und ein Fotoapparat war nicht zu organisieren, sodass es von der Hochzeit keine Fotos gibt. Aus der Ehe mit Ida gingen neun Kinder hervor, von denen sieben das Erwachsenenalter erreichten.

## Unternehmer in der Nachkriegszeit
Nach dem Zweiten Weltkrieg herrschte überall große Benzinknappheit und die Fahrzeuge fuhren mit Holzvergaser. Daher gründete Stefan Fink 1949 eine Tankholzfabrik und begann damit die Wiederbesiedelung des sehr alten Siedlungsgebietes Deutstetten, das seit nahezu 500 Jahren nicht mehr besiedelt war. Gleichzeitig gründete er die Firma Maschinenbau Fink, die er 1955 an seinen Geschäftsführer Moritz Reiser übergab und die seit 1967 unter dem Namen Maschinenbau Reiser firmiert. 1949 verlegte er auch das Sägewerk nach Deutstetten.

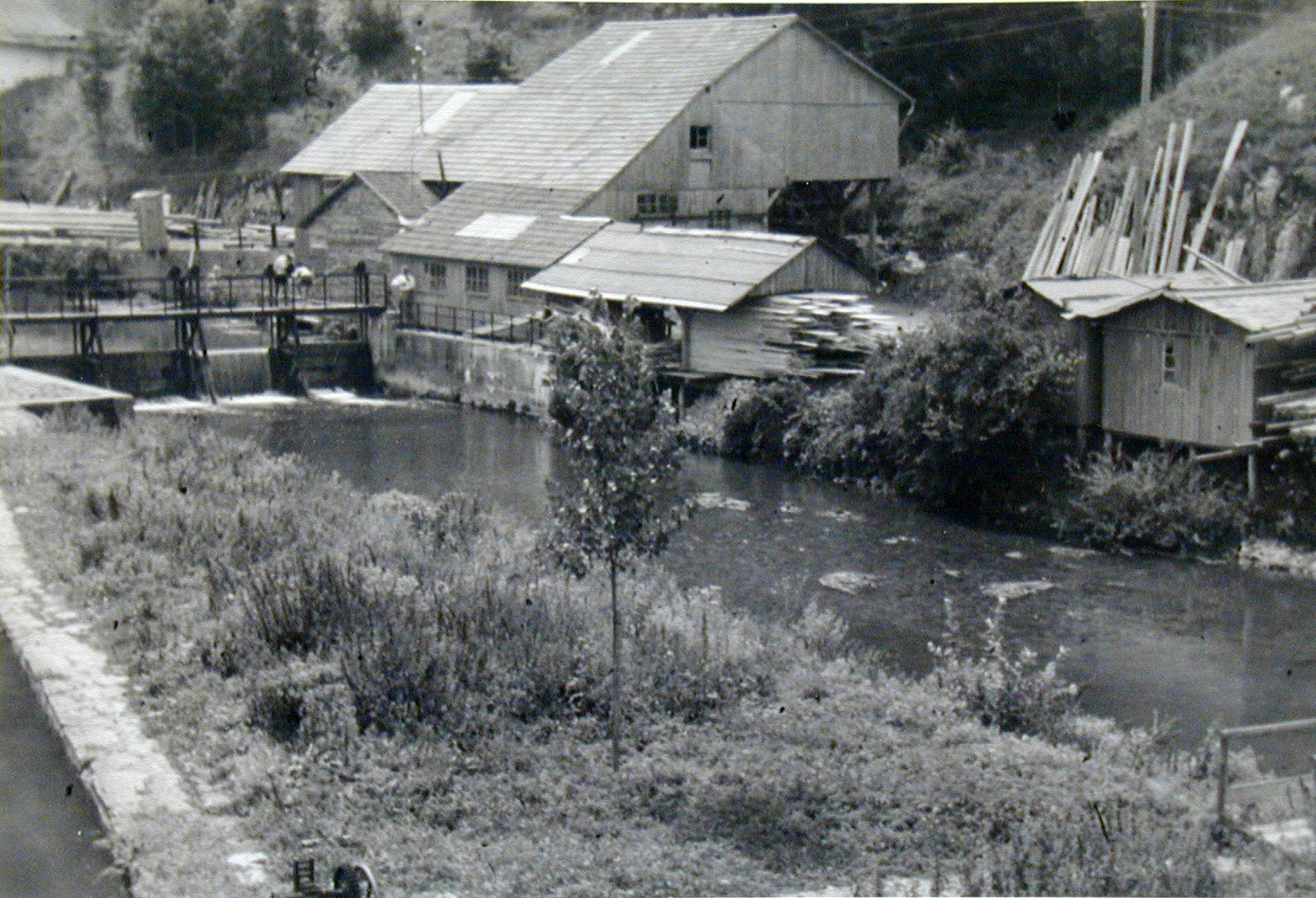
Sägewerk Fink an der Lohmühle (1947)
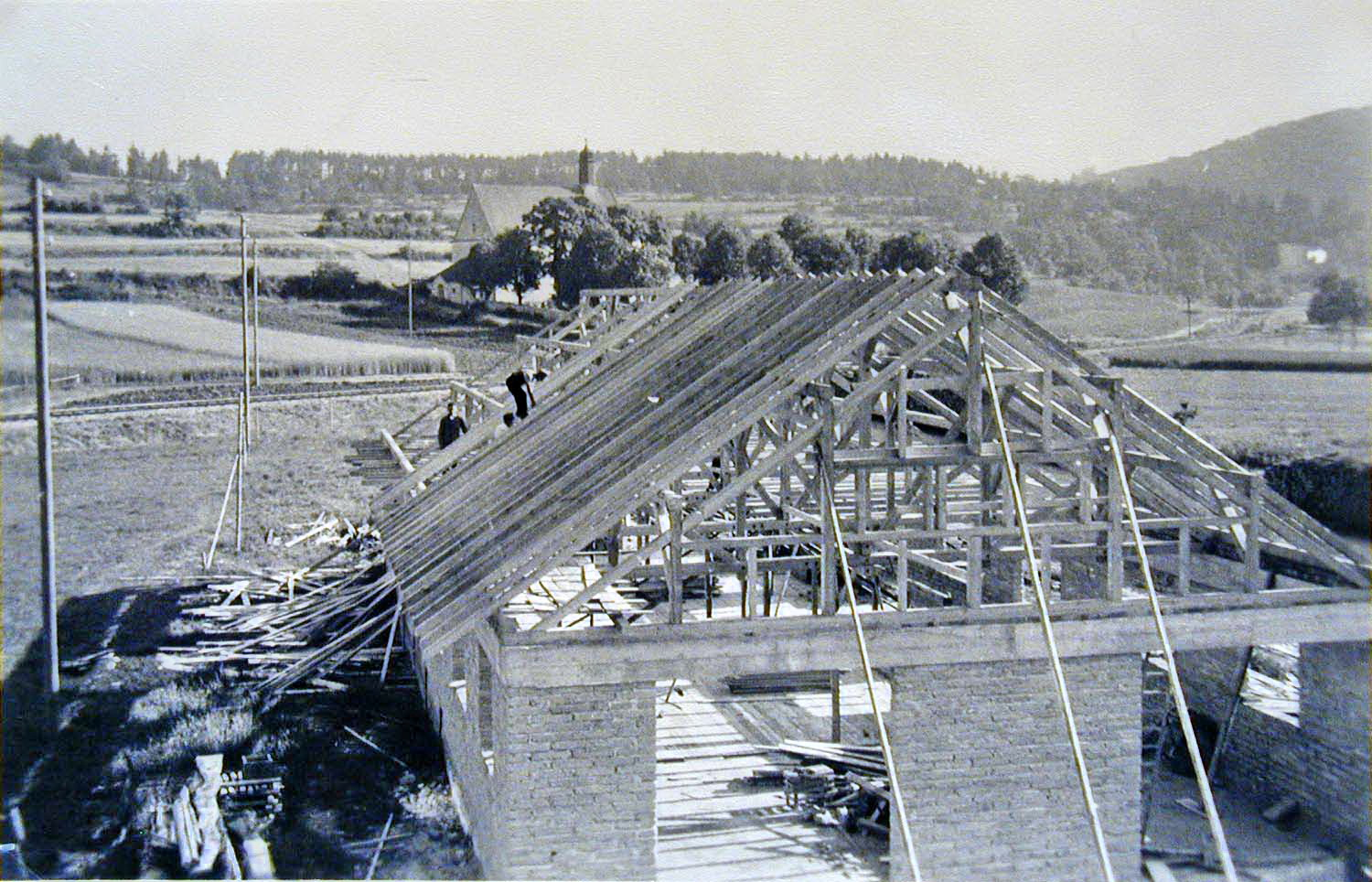
Sägewerk Fink. Verlagerung von der Lohmühle nach Deutstetten (1949)
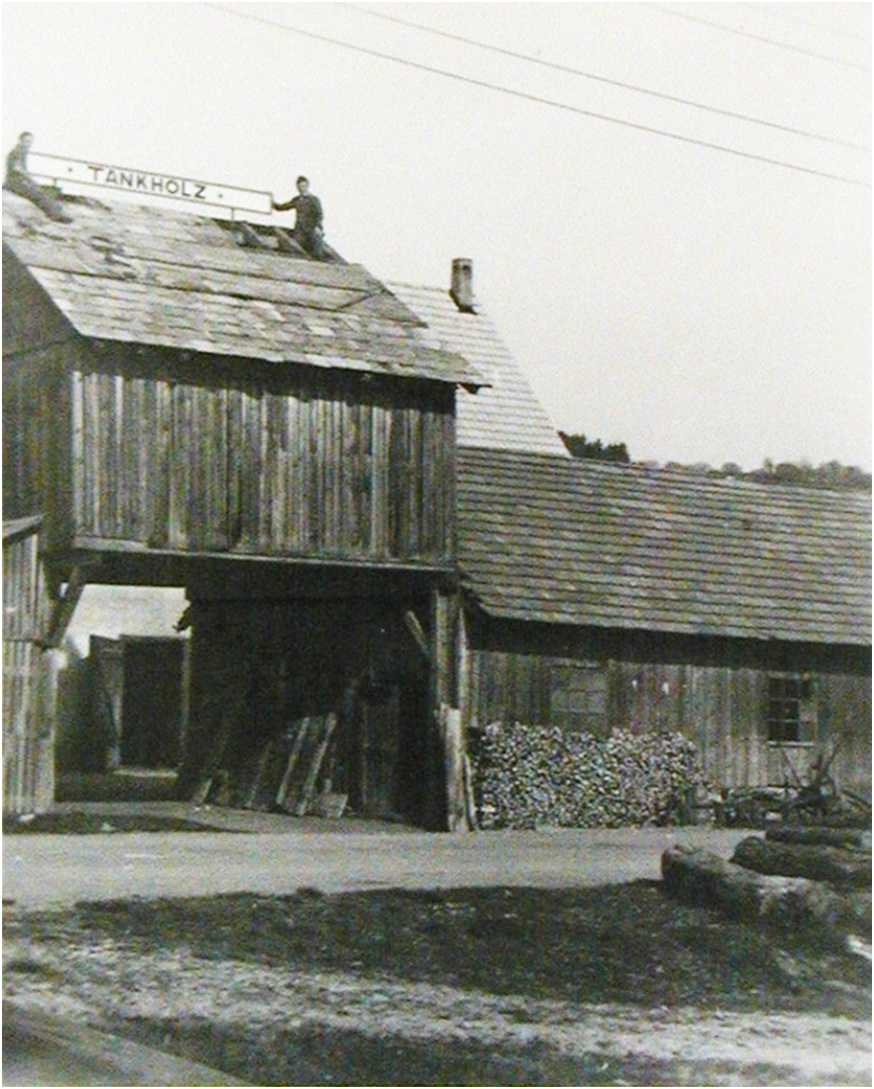
Tankholzfabrik Stefan Fink (1949)
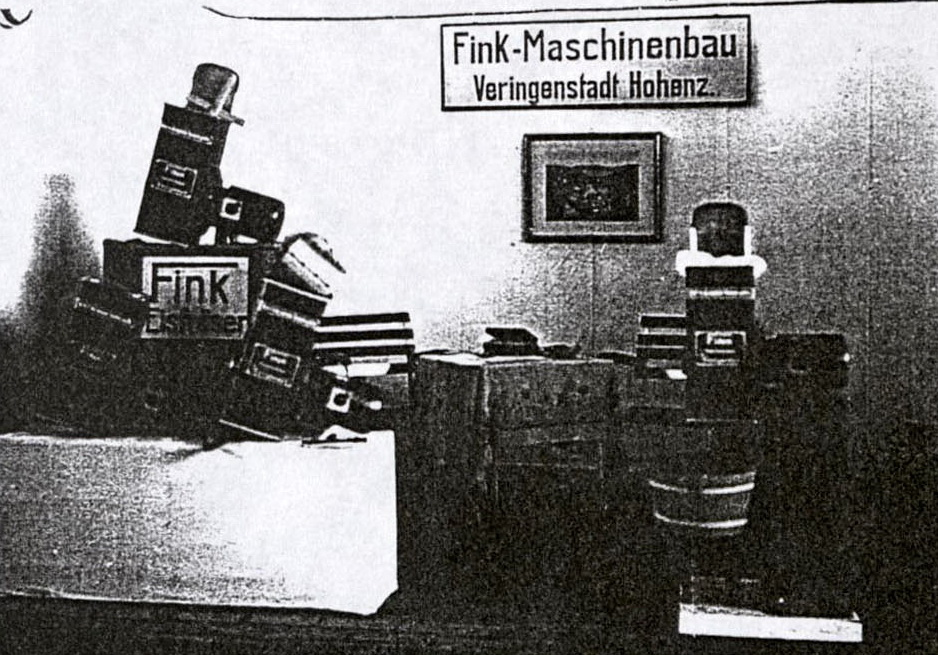
Maschinenbau Stefan Fink (später Moritz Reiser). Eisfräse für die Fleischerei. Ausstellung in Essen (1953)
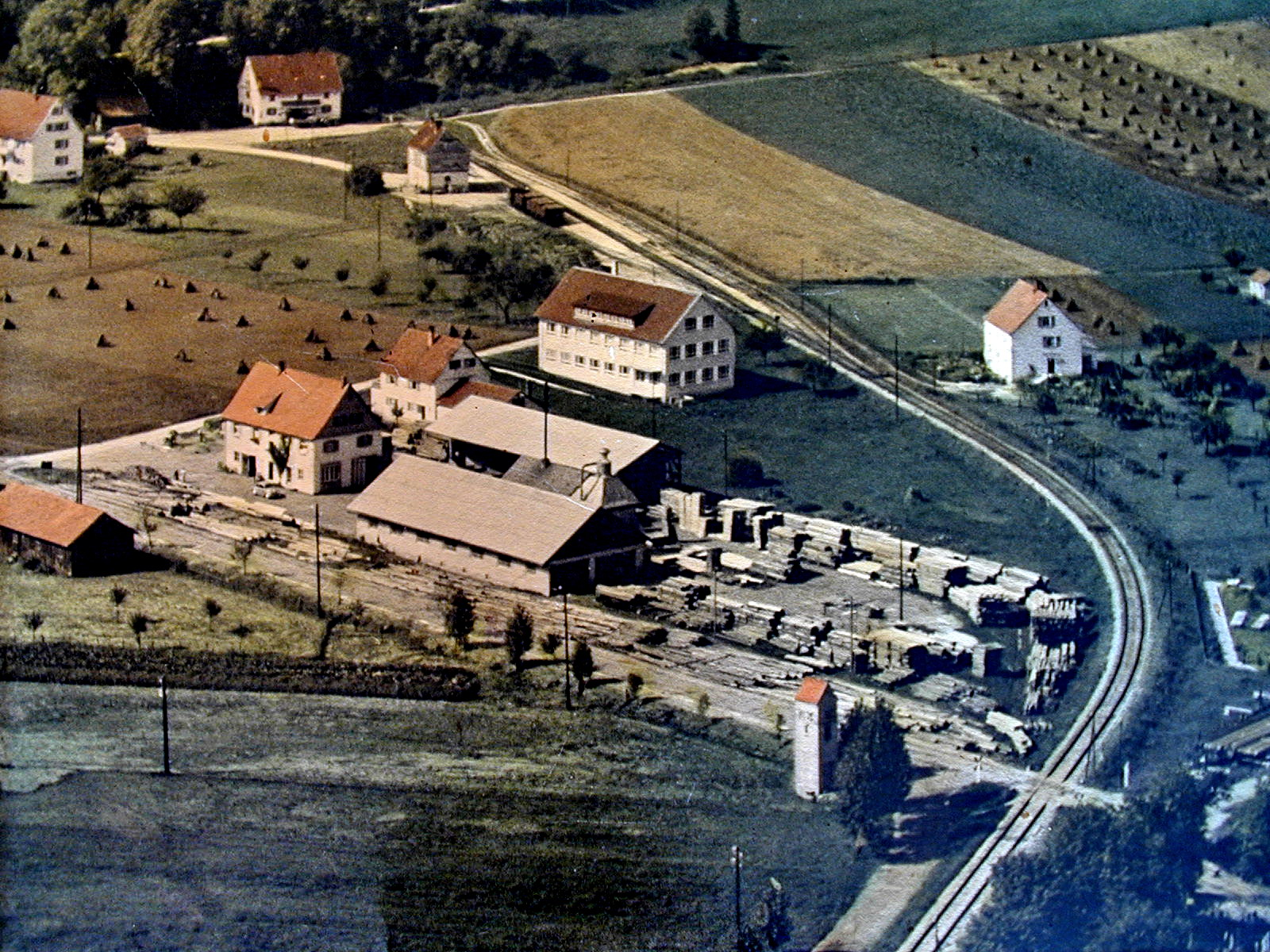
Sägewerk Fink in Veringenstadt (1955)
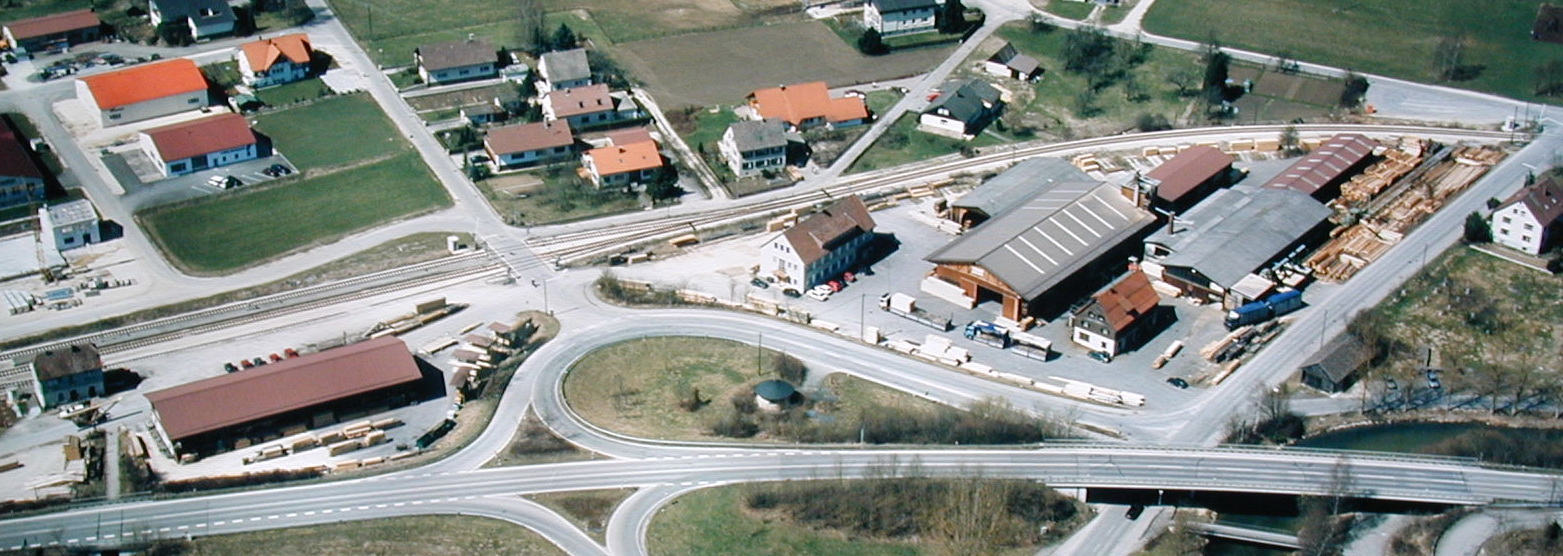
Sägewerk Fink in Veringenstadt (1990)

## Bürgermeister in der Nachkriegszeit
Im Juni 1945 war Stefan Fink bei der Arbeit auf dem Feld, als ein Junge zu ihm kam, der ihm ausrichtete, er solle umgehend auf das Rathaus kommen. Der bisherige von der NSDAP eingesetzte Bürgermeister übergab ihm dort die Rathausschlüssel und ein Schreiben der französischen Besatzungsmacht mit der Mitteilung, dass er mit sofortiger Wirkung als Bürgermeister von Veringenstadt eingesetzt ist. Die Einsetzung traf den 37 Jahre alten Fink völlig überraschend und erforderte eine ebenso grundlegende wie rasche Umstellung seines gesamten bisherigen Lebens. Seine berufliche Tätigkeit als Unternehmer musste mit seinen öffentlichen Aufgaben in Einklang gebracht und koordiniert werden. Die Übernahme dieses Amtes erfolgte in den ersten Jahren ohne Bezahlung.
Stefan Fink begann seine Tätigkeit als Bürgermeister unter den denkbar schwierigsten Bedingungen. Die Konzentration einer Vielzahl schwerwiegender Probleme, die zum Teil zeitgleich einer möglichst raschen Lösung harrten, stellten im Deutschland der Nachkriegszeit die in Politik und Verwaltung handelnden Personen vor Herausforderungen, wie es sie in dieser Konzentration wohl nie zuvor und danach in der deutschen Geschichte gegeben hat. Die Verantwortlichen besaßen einen überaus geringen Aktionsspielraum, um den zahlreichen fundamentalen Problemen der Menschen nach 1945 schnell und nachhaltig abhelfen zu können. Gleichzeitig herrschte Ausgangssperre und Passierscheinzwang. Man kam sehr schnell in Haft, wenn man die zahlreichen Auflagen der französischen Besatzungsmacht nicht erfüllte.
Die Lebensmittel- und Versorgungsnot der Jahre 1945 bis 1949 ist heute kaum noch vorstellbar. In der französischen Besatzungszone war die Situation besonders bedrückend. Die Landwirte in Württemberg-Hohenzollern mussten ihre Produkte nicht nur zur Versorgung der Angehörigen der Besatzungstruppen abgeben, sondern auch für die Truppen im französischen Sektor in Berlin. Auf der landwirtschaftlichen Seite bestand Ablieferungspflicht aller landwirtschaftlicher Erzeugnisse wie Milch, Kartoffeln, Getreide und Vieh. Die Landwirtschaft nahm dabei aufgrund von Saat- und Futtermittel- sowie Arbeitskräftemangel einen gefährlichen Abschwung.
Darüber hinaus musste die Bevölkerung in Pflichteinsätzen großflächig Wälder abholzen. Wer sich nicht an diesen Pflichteinsätzen beteiligte, erhielt keine Lebensmittelkarten mehr. Das Holz wurde an die französische Besatzungsmacht abgeliefert, die es selbst nutzte (F-Hiebe = Frankreich) oder in das Ausland verkaufte (E-Hiebe = Export). Abgabepflicht bestand aber auch für Kleidung, Schuhe und Möbel.
Gleichzeitig gab es nur sehr wenige Arbeitsplätze und über Jahre hinaus waren alle Grundnahrungsmittel wie Kartoffeln, Milch, Brot, Fleisch nur auf Lebensmittelkarten erhältlich.
Später kam als weitere große Herausforderung die Ansiedlung von Heimatvertriebenen hinzu, die er proaktiv und aktiv förderte. So ist er in die Aufnahmelager gegangen und versuchte, Heimatvertriebene mit sozialen Verbindungen als gesamte Gruppen zur Ansiedlung nach Veringenstadt zu erreichen. Zunächst wurden die Heimatvertriebenen in bestehenden Haushaltungen von Einheimischen zur Unterkunft zugewiesen, was häufig auch zu Konflikten und Ausgrenzungen führte. In erheblichem Umfang wurde neuer Wohnunraum geschaffen, was wiederum Neid und Missgunst auslöste. In einzelnen Jahren hat er für Veringenstadt nahezu die gesamten Kreiszuschüsse für die Wohnraumschaffung erhalten. In mehr als 20 Fällen war er bei Neubauten persönlicher Bürge für Neubauten.

## Leistungen
- Veringenstadt verzeichnete nach dem Zweiten Weltkrieg durch die aktive Ansiedlung von Flüchtlingen innerhalb weniger Jahre einen Bevölkerungszuwachs von 161 % (größter Zuwachs in Baden-Württemberg).[7] Die Gemeinde hat damit deutlich mehr Heimatvertriebene aufgenommen, als die kleine Stadt Einwohner hatte. Während dieser Zeit wurden mehr als 300 Wohnungen neu gebaut.[8] Für mehr als 20 Flüchtlingsfamilien war Stefan Fink persönlich haftender Bürge für deren Hausbau.[3]
- Industrieansiedlung und Schaffung neuer Arbeitsplätze: z. B. Fa. Schwörer, Fa. Fauler, Fa. Rudolph, Fa. Fink, Fa. Lieb
- 1949: Glockenanschaffung für St. Nikolaus und Deutstetten
- 1950: Straßensanierung im Städtle
- ca. 1953: Strübbrunnen vor dem Rathaus
- 1953: Innen- und Außen-Renovation der Wallfahrtskirche Maria Deutstetten[8]
- 1953: Neubau Schulhaus und Kindergarten[8]
- 1957: Neubau Pfarrhaus
- 1957: Innenrenovation St. Nikolaus
- ca. 1962: Renovation Rathaus
- 1960–1963: Ausbau der Gemeindeverbindungswege
- 1963: Neubau Turn- und Festhalle mit Lehrschwimmbecken[8]
- 1963: Neubau untere und obere Lauchertbrücke mit Neandertaler-Brückenfigur
- 1964: Einrichtung des Heimatmuseum Veringenstadt im historischen Rathaus
- 1964: Mitten im Kalten Krieg, nur ein Jahr nach dem Bau der Mauer an der innerdeutschen Grenze besuchte Stefan Fink den Bürgermeister Werner Tietze in der Gemeinde Hohnstein (Sächsische Schweiz) in der damaligen DDR, um eine Städtepartnerschaft einzugehen. Diese Partnerschaft kam jedoch aufgrund politischen Drucks von Seiten der SED nicht zustande.[3]
- 1964: Innen- und Außenrenovation der Peterskapelle
- Einführung der Abwasserkanalisation
- 1965: Neubau Feuerwehrgerätehaus
- 1966: Außenrenovation St. Nikolaus
- 1967: Friedhofserweiterung
- 1973: Vorbereitung der Umgehungsstraße mit Schlossbergtunnel
- Gründung der Aktionsgemeinschaft Rettet das Strübhaus
- 1982: St. Raphael und Tobias – Brückenfigur

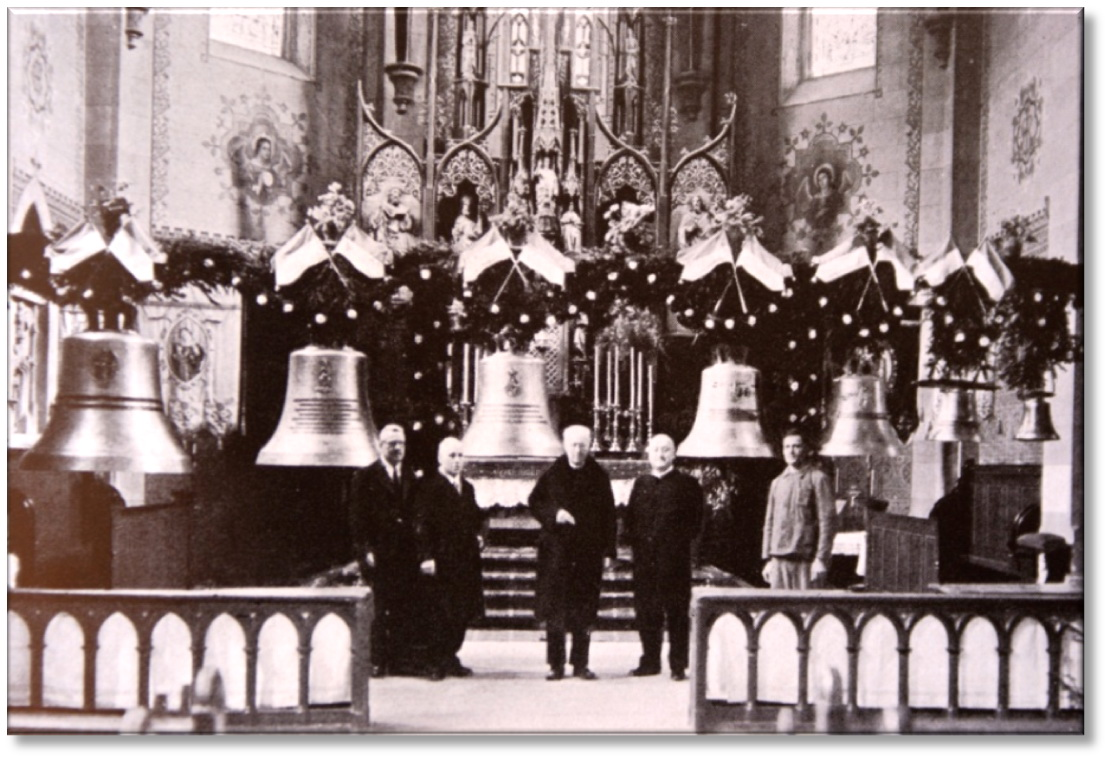
Glockenweihe für St. Nikolaus und Deutstetten am 13. März 1949. Bürgermeister Stefan Fink rechts im Bild.
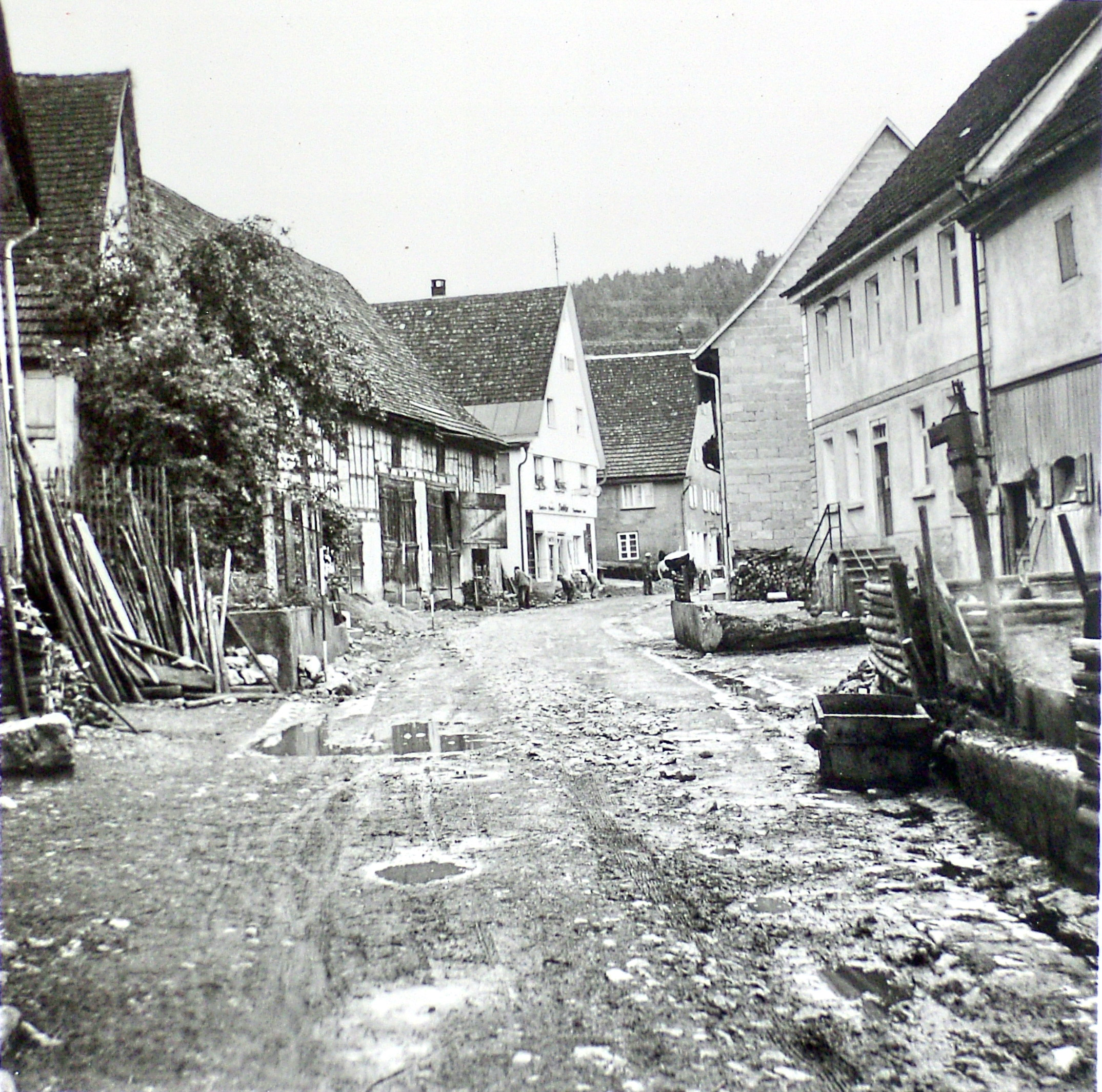
Desolater Straßenzustand in Veringenstadt 1950 vor der Straßensanierung.
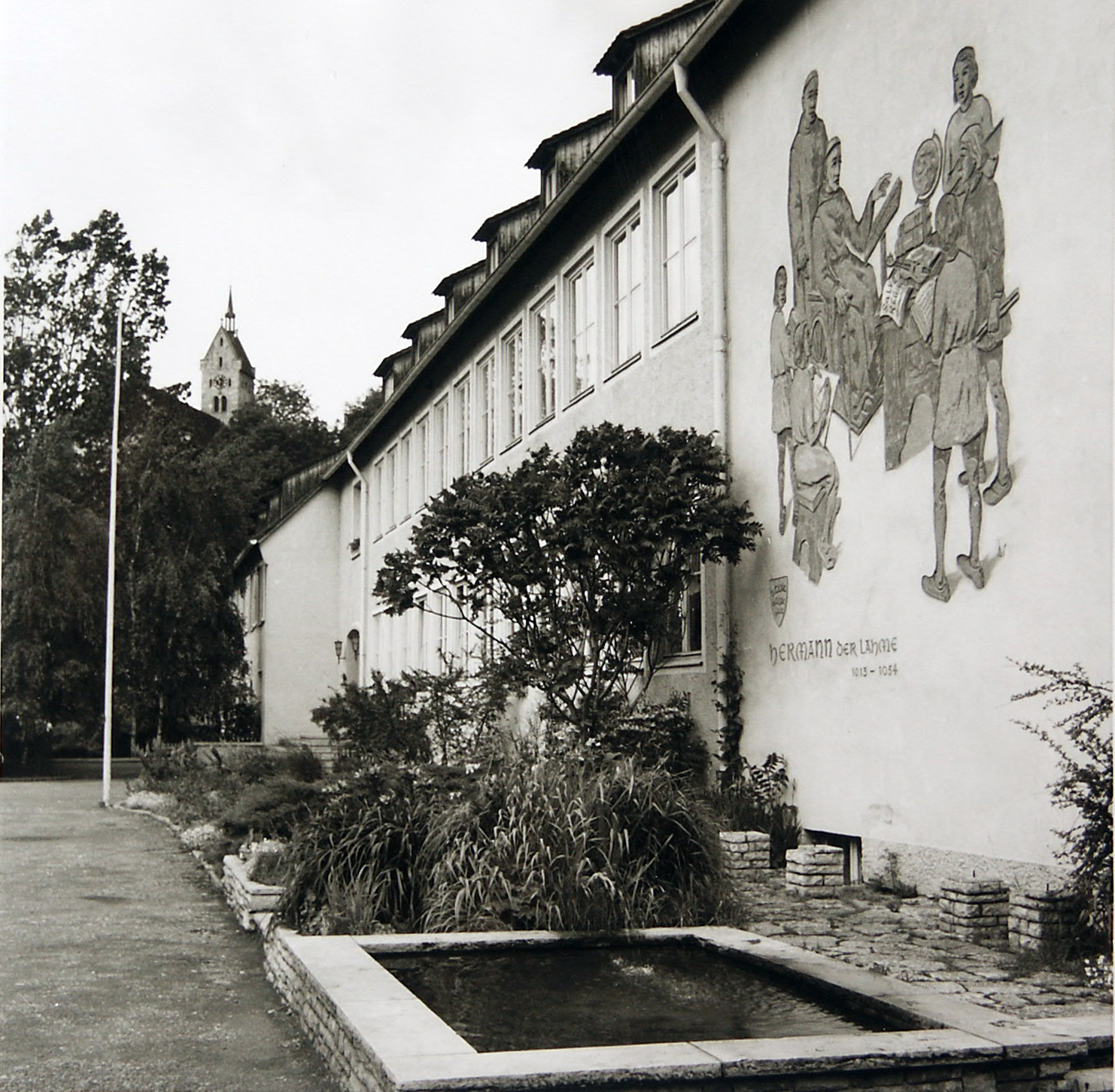
Veringenstadt. Neubau Kindergarten und Schulhausbau mit Sgraffito Hermann dem Lahmen 1953.
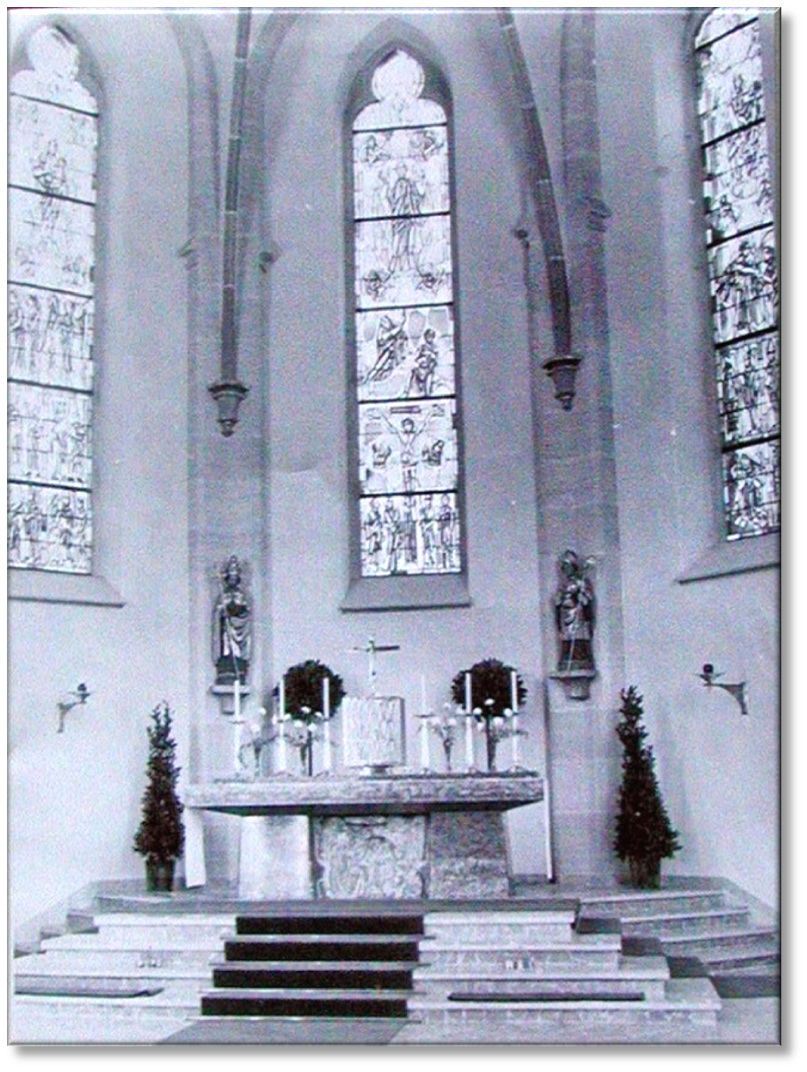
Innenansicht des Chores von St. Nikolaus in Veringenstadt nach der Renovation 1957.
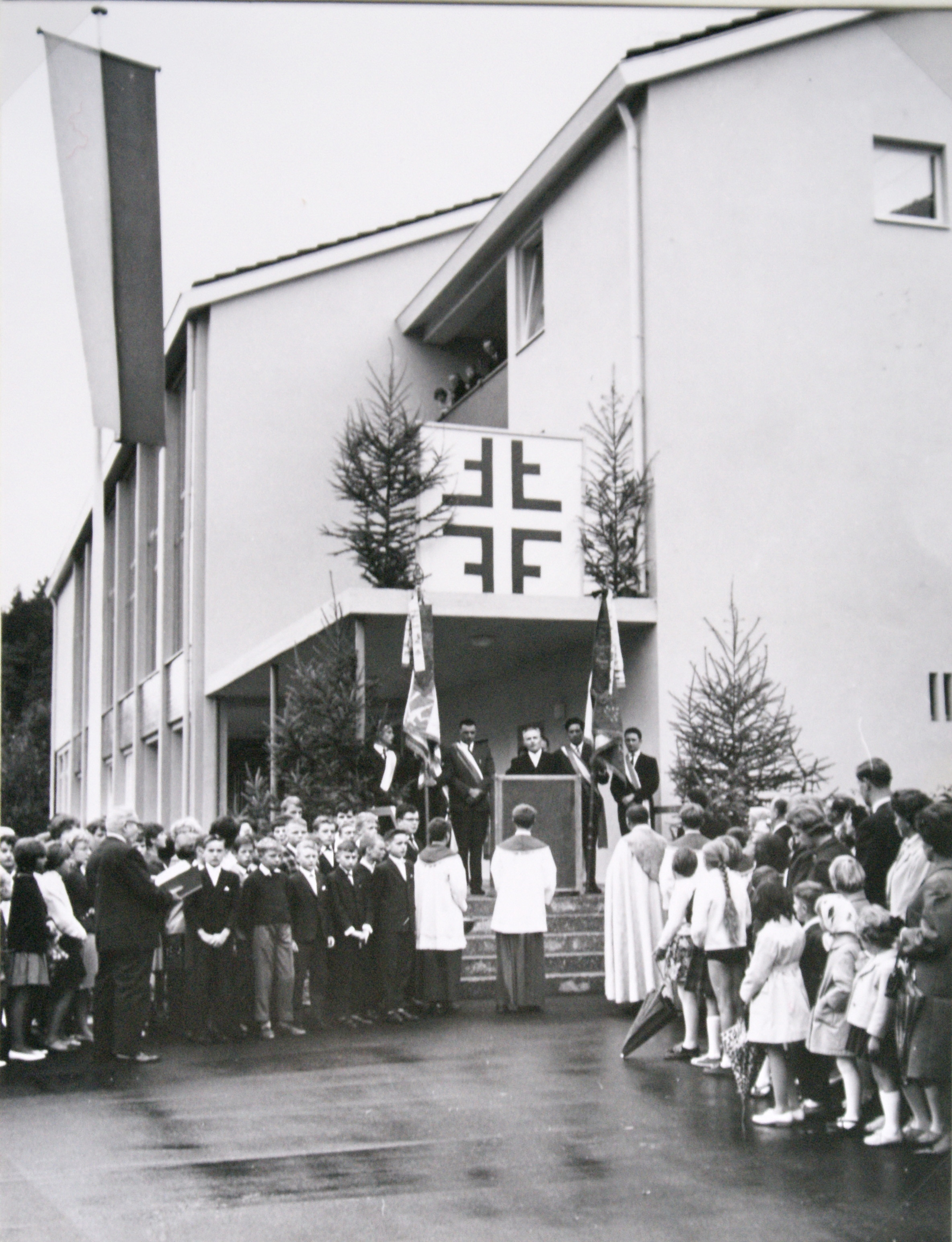
1964 Einweihung der Stadthalle Veringenstadt. Ansprache von Bürgermeister Stefan Fink.
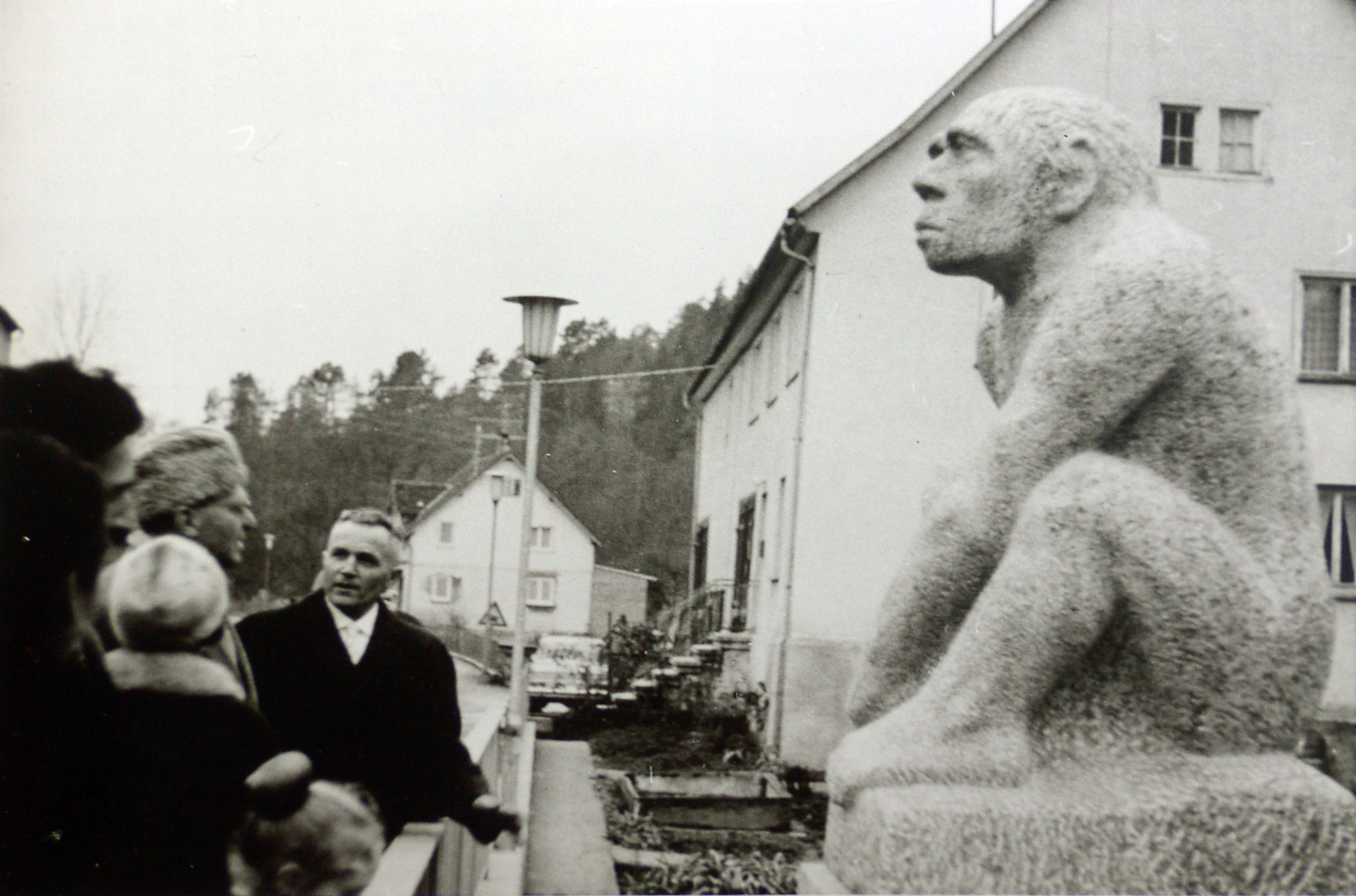
Neandertaler-Denkmal Einweihung am 31. Dezember 1965 Regierungspräsident Willi Birn (2. v. re.) und Bürgermeister Stefan Fink (re). Entwurf: Adolf Rieth, Tübingen. Bildhauer: Eduard Raach, Eningen.
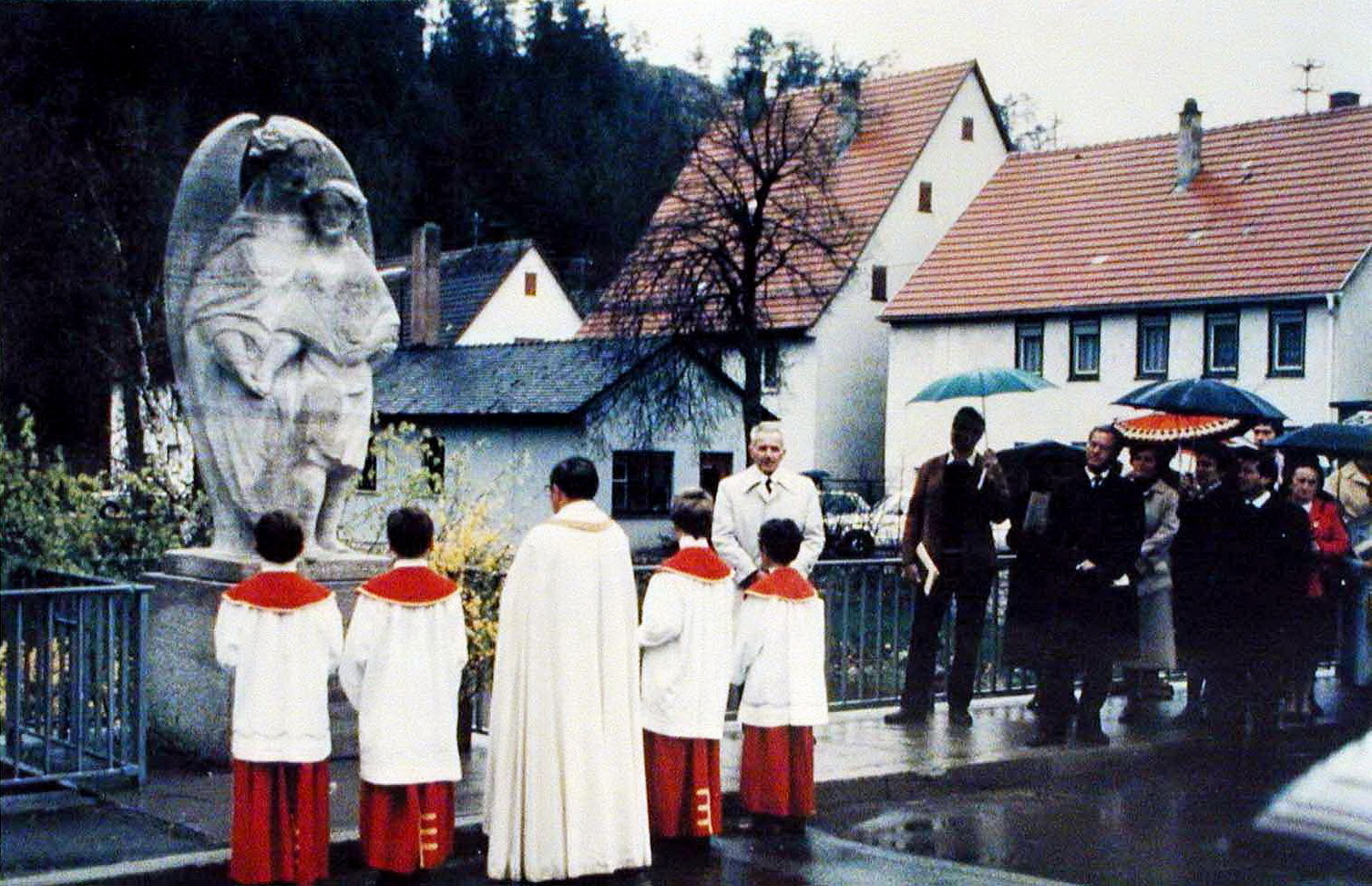
Raphael und Tobias Einweihung am 9. Mai 1982. Ansprache des Initiators Stefan Fink.

## Ehrenamtliche Arbeit in Vereinen, Politik und Verbänden
Seit seiner Jugend engagierte sich Stefan Fink in besonderem Maße in der Vereinsarbeit.
- Bereits seit seiner Schulzeit war er Sänger im Kirchenchor, dem er mehr als 60 Jahre angehörte und Jahrzehnte als Vorsitzender vorstand.
- Im Turn- und Sportverein war er viele Jahre Oberturnwart und Vorstand. Außerdem war er Leiter der Theatergruppe des Sportvereins während der Uraufführung der „Hexe von Veringen“
- Stefan Fink war nie Mitglied der NSDAP und legte, als das Führerprinzip in den Vereinen eingeführt wurde, seinen Vorsitz des Sportvereines nieder, zu dem er erst wenige Wochen vorher gewählt wurde.
- Bei der Stadtkapelle Veringenstadt war Stefan Fink Gründungsmitglied und langjähriger Vorstand.
- Gründungsmitglied des Sängerbundes Veringenstadt und der Narrenzunft
- Enge Kontakte pflegte er mit dem Prähistoriker Eduard Peters, der die Ausgrabungen in den Höhlen von Veringenstadt leitete
- Gründungsmitglied der CDU Hohenzollern mit Gebhard Müller
- Initiator und Gründungsmitglied der CDU Ortsgruppe Veringenstadt
- Mitglied des CDU-Kreisvorstandes Sigmaringen
- Mitglied im Hohenzollerischen Kommunallandtag
- Mitglied im Verwaltungsrat des Kreisaltersheims Gammertingen
- Mitglied im Kreistag und Kreistag Sigmaringen
- Schöffe am Amtsgericht Hechingen
- Mitglied des Musterungsausschusses Ravensburg
- Vorsitzender des Pfarrgemeinderates Veringenstadt und des Stiftungsrates
- Vorstand des Handel- und Gewerbevereins Veringenstadt
- Vorstandsvorsitzender der Kreisbaugenossenschaft Sigmaringen
- Ortgerichtsvorsteher von Veringenstadt
- Schiedsrichter „Holz“ für die Bundesrepublik
- Vorstandsvorsitzender der AOK Sigmaringen
- Initiator und Gründungsmitglied der Fördergemeinschaft Strübhaus e. V.

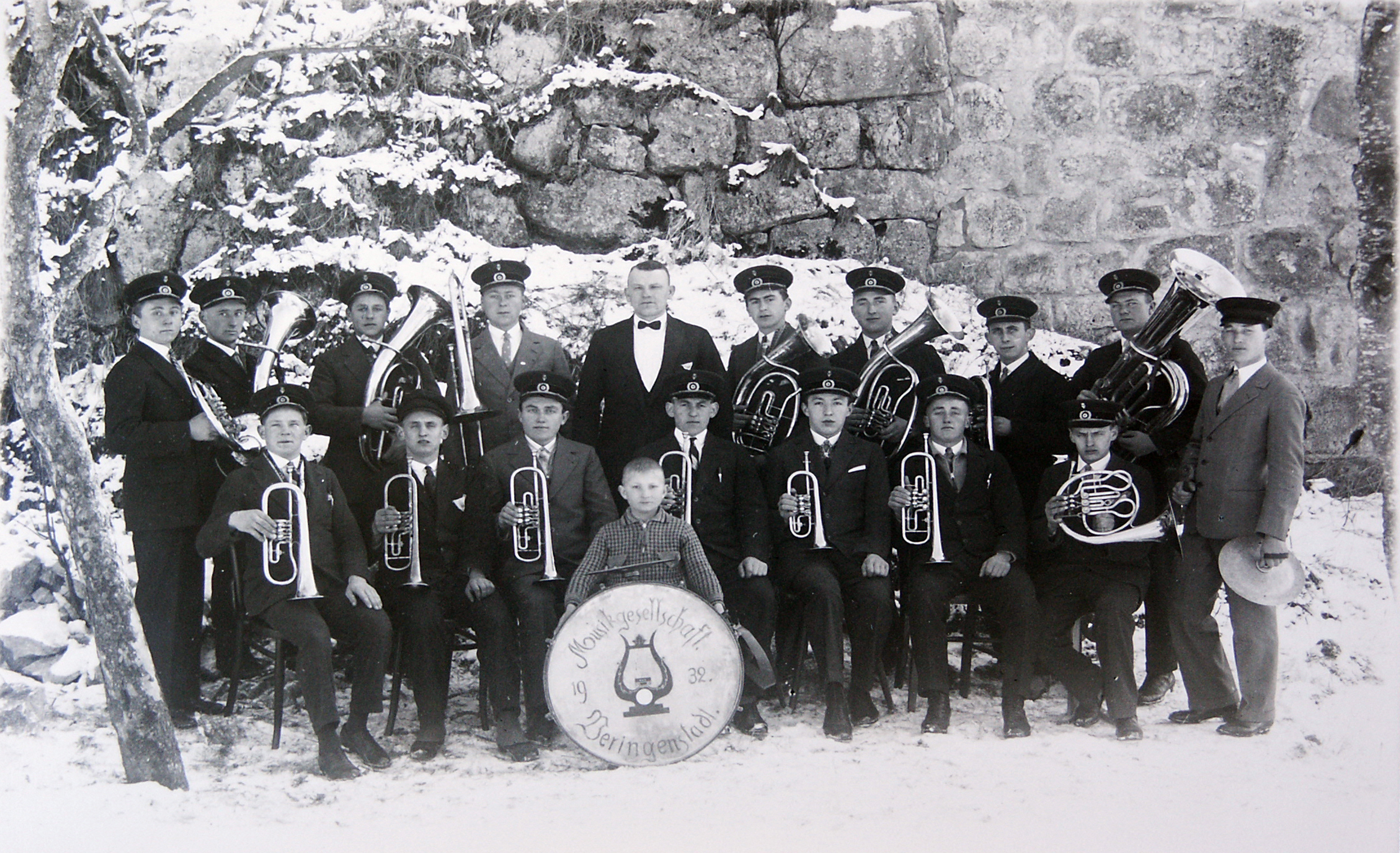
Stadtkapelle Veringenstadt 1932. Stefan Fink vordere Reihe 3. von links.
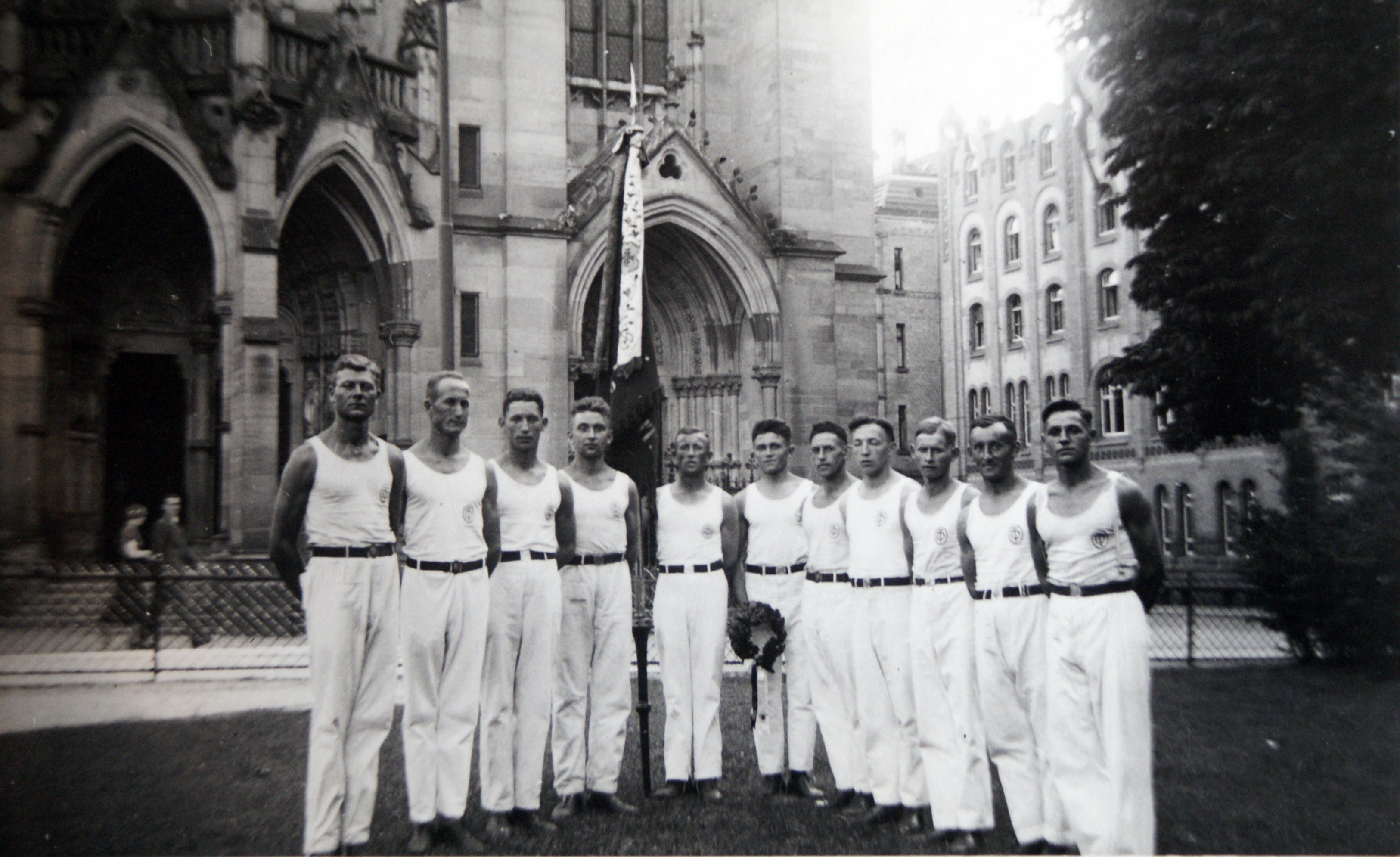
Juli 1933. Deutsches Turnfest in Stuttgart. Turnverein Veringenstadt mit einem 2. Preis. Stefan Fink mit Kranz.
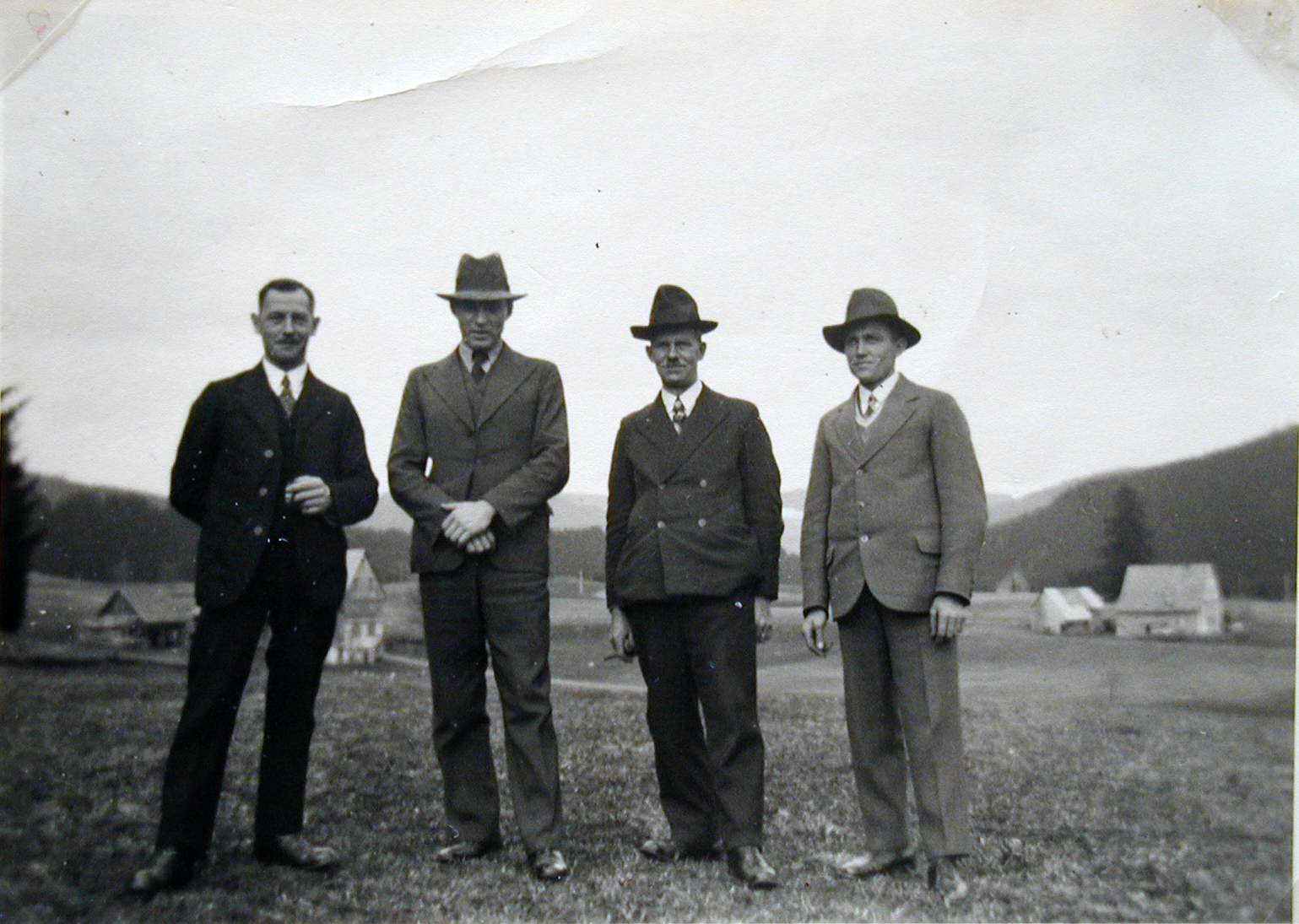
1946 Genesungs-Aufenthalt im Schwarzwald von Eduard Peters (li) mit Bürgermeister Stefan Fink (re).
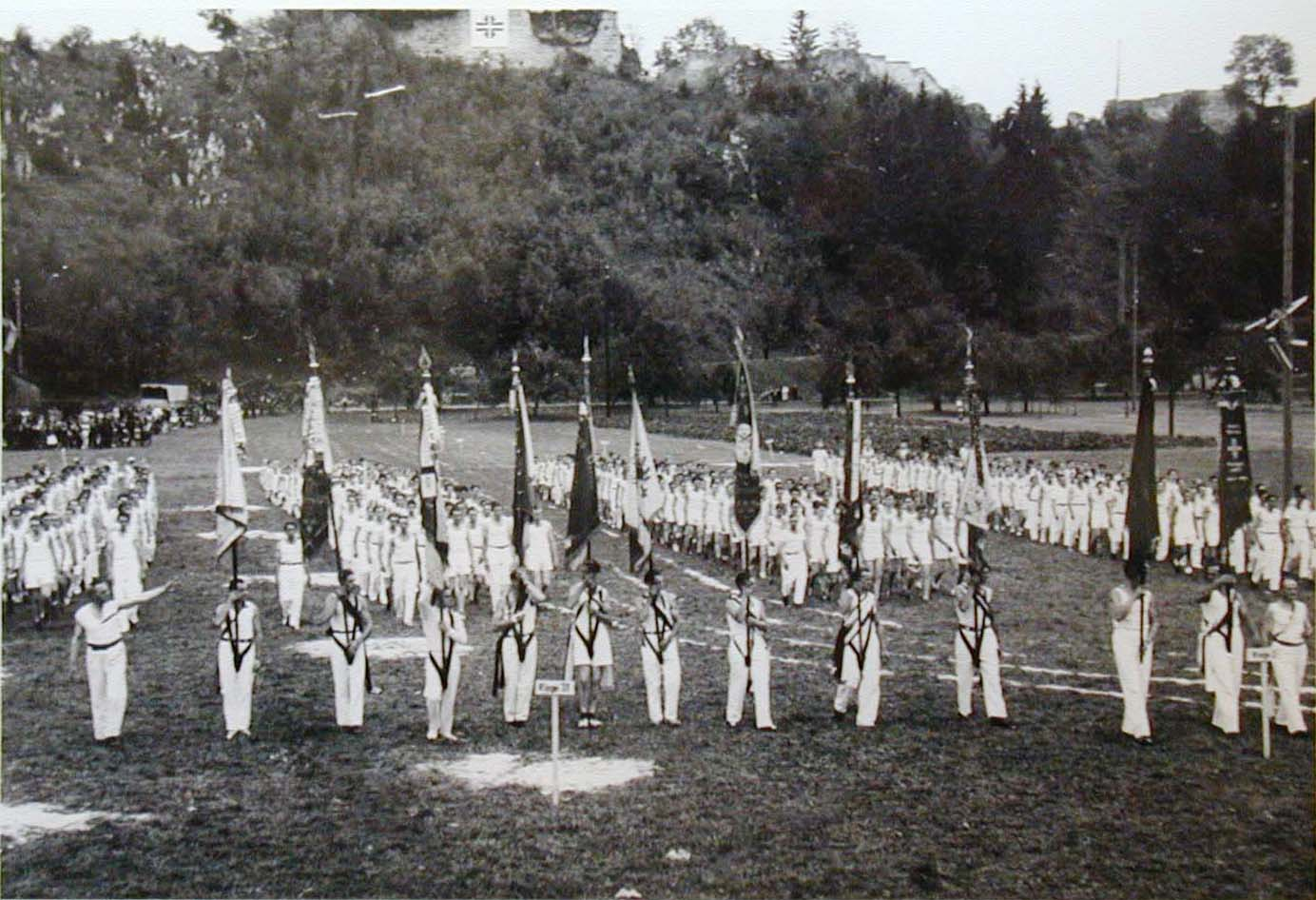
September 1950 Turnfest in Veringenstadt. (Durch den Krieg verspätete Jubiläumsfeier 80 Jahre Turnverein)
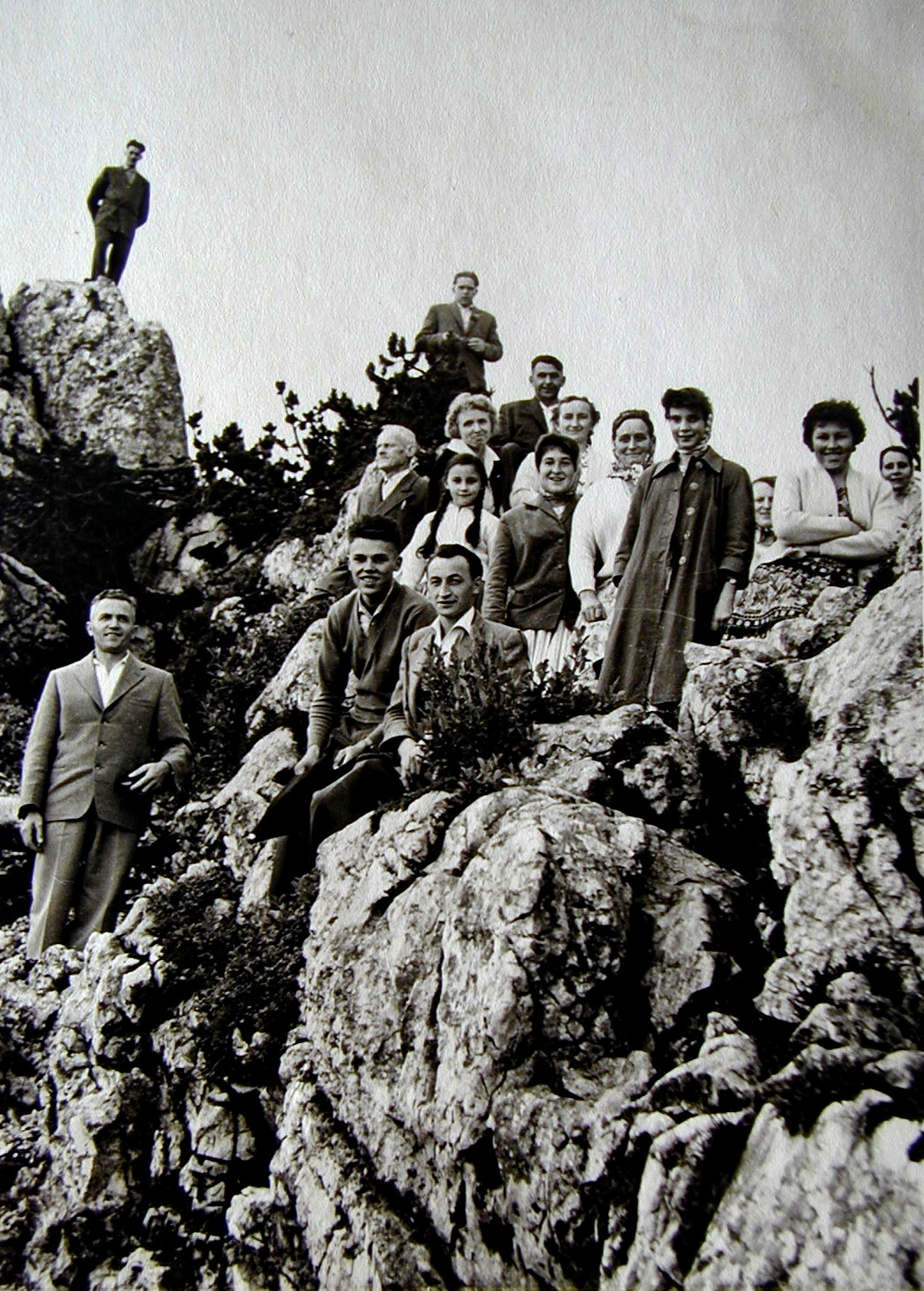
1955 Ausflug Kirchenchor Veringenstadt

## Ehrungen

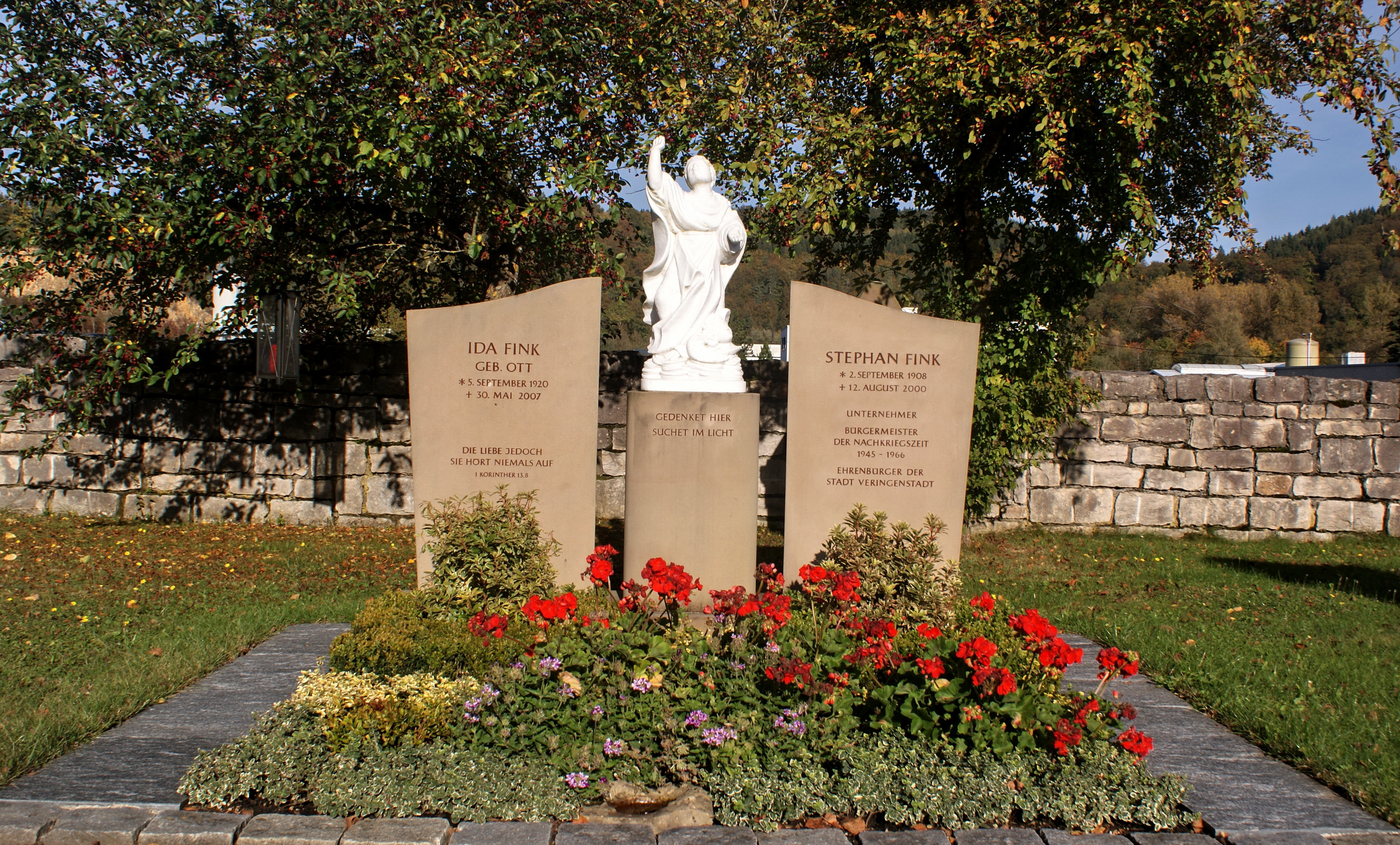
Grab von Stefan und Ida Fink geb. Ott

Im Jahr 1980 wurde ihm durch den baden-württembergischen Innenminister Dietmar Schlee das Bundesverdienstkreuz am Bande verliehen, 1983 wurde ihm die Ehrenbürgerwürde seiner Heimatstadt Veringenstadt zuteil.

## Gedenkfeier anlässlich des 100. Geburtstages

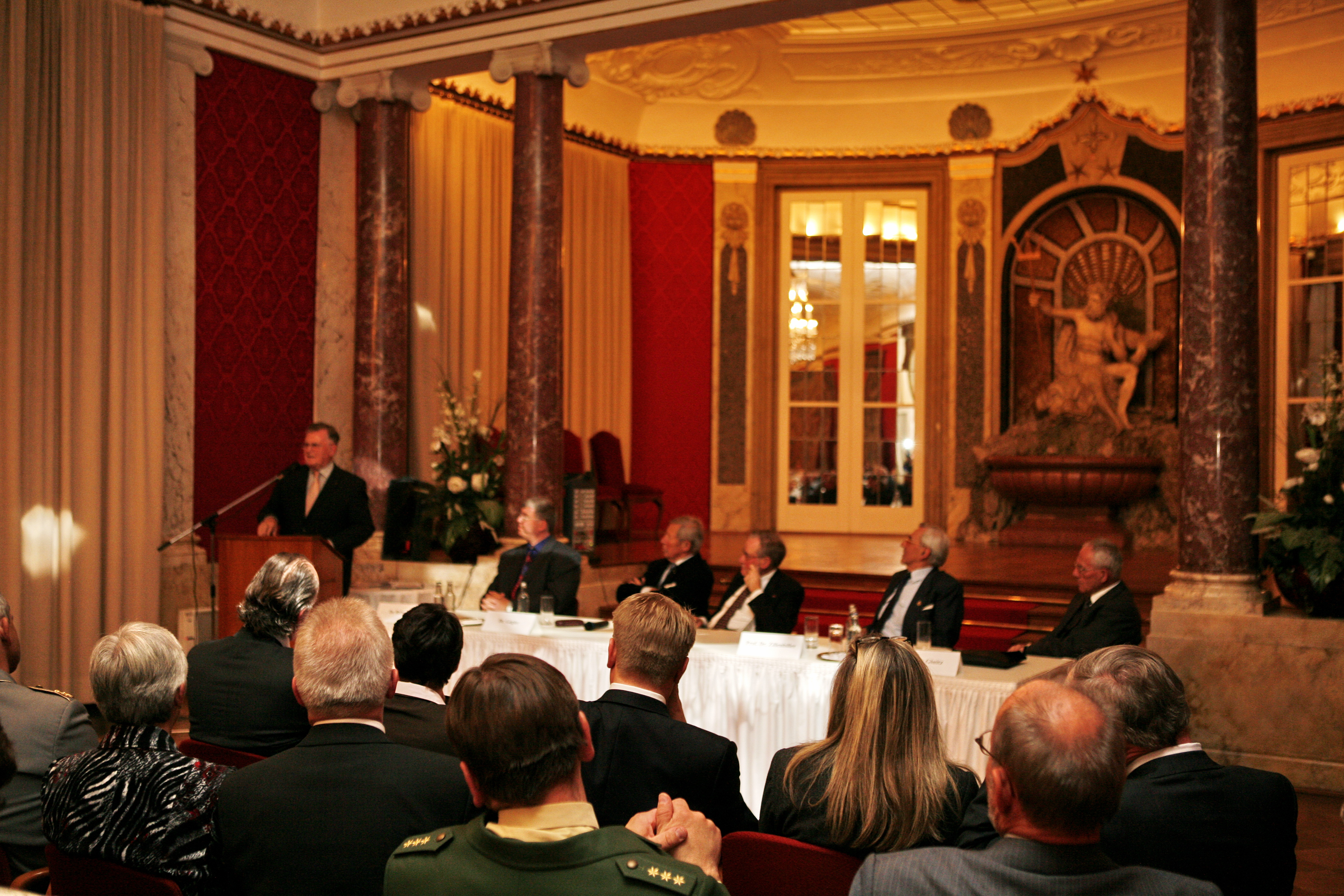
September 2008: 100-Jahrfeier Stefan Fink im Schloss Sigmaringen. Weggefährten und Festredner (v. li.): Erwin Teufel, Frank Raberg, Max Gögler, Hermann Schwörer, Erwin Zillenbiller und Franz Gluitz.

Im September 2008 fand im Schloss Sigmaringen ein Symposium zum Gedenken des 100. Geburtstages von Stefan Fink statt: Hohenzollern in der Nachkriegszeit – Zeit und Raum prägen Menschen – Menschen prägen Zeit und Raum. Mit Beiträgen über Stefan Fink von Karl Friedrich von Hohenzollern, Erwin Teufel (Ministerpräsident a. D. des Landes Baden-Württemberg), Frank Raberg (Historiker und Politologe), Max Gögler (Regierungspräsident a. D. des Regierungsbezirkes Tübingen), Hermann Schwörer (MdB a. D. und MdEP a. D.), Prof. Dr. Erwin Zillenbiller und Regionaldekan a. D. Franz Gluitz.